# 27. Juli
Der 27. Juli ist der 208. Tag des gregorianischen Kalenders (der 209. in Schaltjahren), somit bleiben 157 Tage bis zum Jahresende.

## Ereignisse

### Politik und Weltgeschehen
- 1206: In der Kaiserschlacht bei Wassenberg siegt der Staufer Philipp von Schwaben im Kampf um die römisch-deutsche Kaiserkrone im Zuge des Deutschen Thronstreits über den Welfen Otto von Braunschweig.

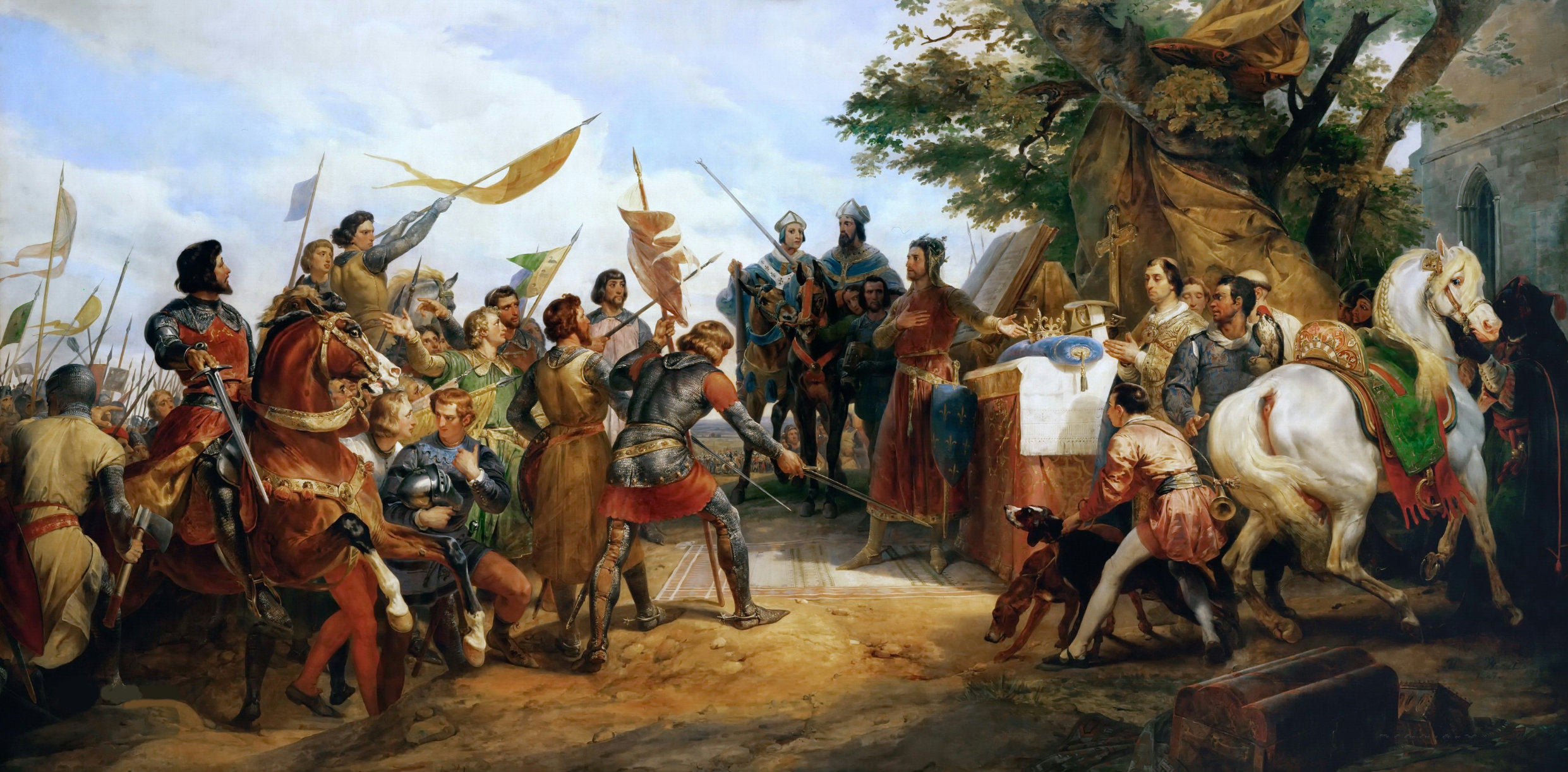
1214: Schlacht bei Bouvines

- 1214: In der Schlacht bei Bouvines siegen die Franzosen unter König Philipp II. über ein englisch-welfisches Heer unter Kaiser Otto IV. und Johann und erobern in der Folge große Teile des Angevinischen Reichs.
- 1220: Nordhausen am Harz wird vom König und späterem Kaiser Friedrich II. zur Reichsstadt erhoben, was es bis zur Mediatisierung im Jahr 1802 bleiben wird.
- 1302: Eine osmanische Streitmacht unter Sultan Osman I. besiegt ein byzantinisches Kontingent in der Schlacht von Bapheus. Die Niederlage der Byzantiner leitet die osmanische Eroberung Bithyniens ein.
- 1361: In der Schlacht von Visby schlägt der dänische König Waldemar IV. auf Gotland ein Bauernheer in Sichtweite der Stadt, deren Tore geschlossen bleiben.
- 1532: Auf dem Reichstag zu Regensburg erlässt Karl V. mit der Constitutio Criminalis Carolina das erste Strafgesetz mit einer Strafprozessordnung im Reich.
- 1663: Das House of Commons beschließt in einer zweiten Navigationsakte, dass Güter für die nordamerikanischen Kolonien ausschließlich auf englischen Schiffen und von England aus transportiert werden dürfen.
- 1689: Am Engpass Killiecrankie besiegen schottische Royalisten (Jakobiten) mit Bonnie Dundee an der Spitze englische Truppen unter General Hugh Mackay. Dundee stirbt durch eine verirrte Kugel.
- 1710: Im Spanischen Erbfolgekrieg endet die Schlacht bei Almenar mit einem Sieg der alliierten Briten und Kaiserlichen über spanisch-französische Truppen.
- 1790: Im Hinblick auf die Französische Revolution verständigen sich in der Reichenbacher Konvention Preußens König Friedrich Wilhelm II. und der Kaiser Leopold II. auf das Beilegen ihrer Konflikte.

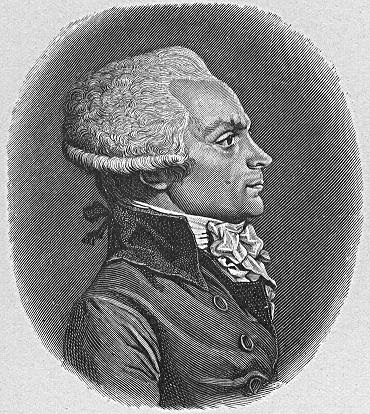
1794: Maximilien de Robespierre

- 1793: Maximilien de Robespierre übernimmt den Vorsitz im Wohlfahrtsausschuss.
- 1794: Thermidor: Maximilien de Robespierre und seine Anhänger, die Montagnards, werden von den Thermidorianern am 9. Thermidor gestürzt, nachdem sich seine Terrorherrschaft während der Französischen Revolution durch den 22. Prairial noch verschärft und er einige von ihnen am Vortag explizit mit dem Tode bedroht hat.

1830: Die Freiheit führt das Volk

- 1830: In Frankreich bricht die Julirevolution gegen die Restaurationspolitik des letzten Bourbonen-Königs Karl X. aus.
- 1874: In Brüssel beginnt eine von Zar Alexander II. initiierte Konferenz mit dem Ziel, eine internationale Übereinkunft über die Gesetze und Gebräuche des Krieges zu verabschieden.

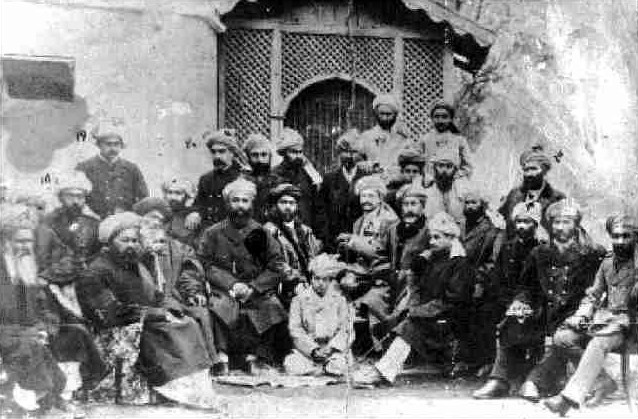
1880: Afghanen nach dem Sieg

- 1880: Britische Truppen werden im Zweiten Anglo-Afghanischen Krieg von den Afghanen unter Mohammed Ayub Khan in der Schlacht von Maiwand besiegt.
- 1900: Bei der Verabschiedung eines Regiments deutscher Soldaten hält Kaiser Wilhelm II. seine „Hunnenrede“, mit der er die deutschen Truppen zu einem rücksichtslosen Rachefeldzug zur Niederschlagung des Boxeraufstands im Kaiserreich China auffordert.
- 1918: Die iranische Regierung erklärt alle Verträge, Abmachungen und Konzessionen mit Russland, die durch Drohungen oder Bestechungen geschlossen worden sind, für unwirksam. Dies ist eine Folge der vorausgegangenen Annullierung des Petersburger Vertrages von 1907 durch das bolschewistische Regime in Russland.
- 1929: Die Genfer Konvention über die Behandlung von Kriegsgefangenen wird von 42 Staaten verabschiedet.

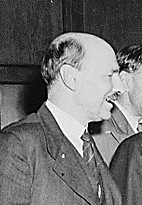
1945: Clement Attlee

- 1945: Nach gewonnener Unterhauswahl übernimmt Clement Attlee das Amt des britischen Premierministers von Winston Churchill.
- 1945: Japan lehnt das von den Alliierten während der Potsdamer Konferenz gestellte Ultimatum zur Kapitulation im Zweiten Weltkrieg ab.
- 1950: In der DDR wird der Titel Held der Arbeit eingeführt.
- 1953: Der Koreakrieg endet nach drei Jahren mit einem Waffenstillstandsabkommen zwischen den Vereinten Nationen und Nordkorea, unterzeichnet in Panmunjeom.
- 1955: Mit Inkrafttreten des Österreichischen Staatsvertrags erhält Österreich seine volle staatliche Souveränität zurück.
- 1993: In Kuba wird aufgrund der verheerenden Wirtschaftskrise der US-Dollar als Zahlungsmittel zugelassen.
- 1996: Eric Rudolph verübt ein Bombenattentat auf die Olympischen Sommerspiele in Atlanta. Zwei Menschen werden getötet, 111 verletzt.
- 2000: Bei einem Sprengstoffanschlag explodiert am Bahnhof Düsseldorf Wehrhahn eine mit TNT gefüllte Rohrbombe. Dabei werden zehn Menschen verletzt, einige von ihnen lebensgefährlich. Eine im fünften Monat schwangere Frau verliert ihr ungeborenes Kind.

### Wirtschaft
- 1694: Durch Beschluss des Parlaments und mit königlicher Genehmigung wird auf Vorschlag von William Paterson die Bank of England gegründet.
- 1848: Die Bauarbeiten für die Semmeringbahn zwischen Gloggnitz und Mürzzuschlag unter Carl von Ghega beginnen.
- 1866: Das erste Telegraphenkabel über den Atlantik ist dauerhaft betriebsfertig.
- 1964: Die Deutsche Bundesbank gibt die ersten Banknoten im Wert von 1000 Deutsche Mark, den höchsten von ihr emittierten Nennwert, aus. Abgebildet sind auf den Geldscheinen ein Männerporträt von Lucas Cranach dem Älteren und der Limburger Dom.

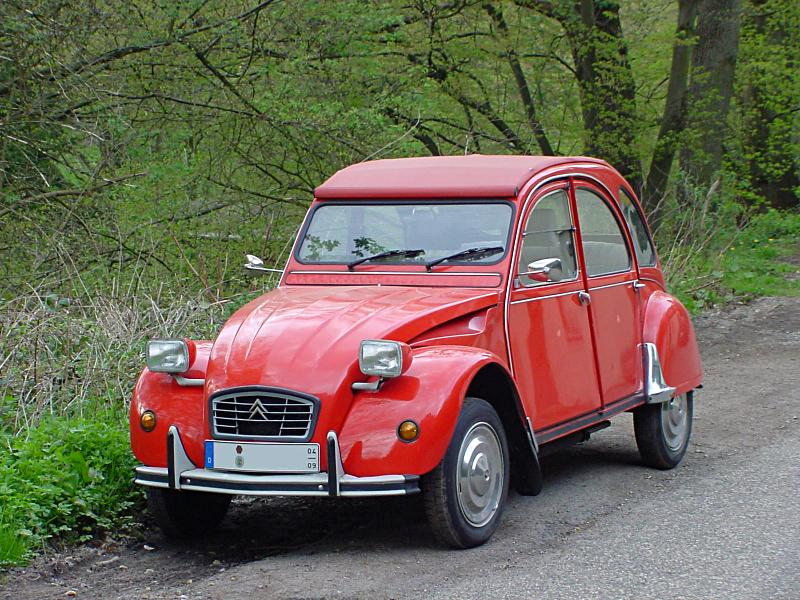
1990: Citroën 2CV 6

- 1990: Im portugiesischen Mangualde läuft der letzte Citroën 2CV, genannt „Ente“, vom Band.
- 2000: Der San Francisco Chronicle wird von der Eigentümerfamilie an die Hearst Corporation verkauft.

### Wissenschaft und Technik
- 1769: In London wird das erste urkundlich belegte Feuerwerk abgefeuert.
- 1906: Die Bern-Lötschberg-Simplon-Bahn wird unter dem Namen Berner Alpenbahn-Gesellschaft Bern–Lötschberg–Simplon gegründet.
- 1921: Den kanadischen Forschern Frederick Banting und Charles Best gelingt die Extraktion von Insulin, das sie Isletin nennen. Im selben Jahr lässt Nicolae Paulescu in Rumänien sein Herstellungsverfahren für das Hormon patentieren; die Gewinnung von Insulin aus Pankreasgewebe ist ihm schon 1916 gelungen.
- 1949: Der Prototyp der De Havilland DH.106 Comet, des weltweit ersten Düsenverkehrsflugzeugs, absolviert seinen Erstflug.
- 1952: Der von Arbeitern des Gulag erbaute Wolga-Don-Kanal in der Sowjetunion wird eingeweiht.
- 1972: Der US-amerikanische Luftüberlegenheitsjäger F-15 Eagle absolviert seinen Erstflug.
- 2018: Die Mondfinsternis dieses Tages ist die längste des 21. Jahrhunderts. Gleichzeitig steht auch der Mars in Opposition, was nur alle 25.000 Jahre geschieht.

### Kultur
- 1907: Die Uraufführung der Operette Der fidele Bauer von Leo Fall findet in Mannheim unter der Leitung von Robert Stolz statt. Das Libretto des Werks aus der Silbernen Operettenära stammt von Victor Léon.
- 1940: In dem Zeichentrickfilm Die Hasenfalle unter der Regie von Tex Avery hat Bugs Bunny seinen ersten Filmauftritt in der heute bekannten Form.
- 1983: Die amerikanische Pop-Künstlerin Madonna veröffentlicht ihr gleichnamiges Debütalbum.
- 1984: In Livorno lässt die Stadtverwaltung zwei Skulpturen des Künstlers Amedeo Modigliani aus einem Kanal bergen, die dieser 70 Jahre zuvor aus Enttäuschung über Kritik durch Künstlerkollegen dort versenkt haben soll. Später stellen sich die Skulpturen als Fälschungen heraus.
- 1984: In den USA kommt der Musikfilm Purple Rain mit Prince in der Hauptrolle in die Kinos.

### Katastrophen
- 1862: An der mexikanischen Küste kommen bei einem Brand an Bord des amerikanischen Raddampfers Golden Gate 204 der 338 Passagiere und Besatzungsmitglieder ums Leben. Das Schiff strandet und bricht auseinander.
- 1955: Nahe Petritsch in Bulgarien wird eine Lockheed Constellation der Fluggesellschaft El Al auf dem Flug von Wien nach Tel Aviv nach einem Navigationsfehler von bulgarischen Düsenjägern angegriffen und abgeschossen, nachdem das Flugzeug bulgarischen Luftraum verletzt hat. Alle 58 Menschen an Bord sterben.
- 2002: Beim Flugtagunglück von Lemberg sterben 77 Menschen, über 350 werden verletzt. Es ist die bislang schwerste Katastrophe bei einer Kunstflugvorführung.

Kleinere Unglücksfälle sind in den Unterartikeln von Katastrophe und in der Liste von Katastrophen aufgeführt.

### Sport
- 1924: Die Abschlussfeier der VIII. Olympischen Sommerspiele in Paris findet statt.

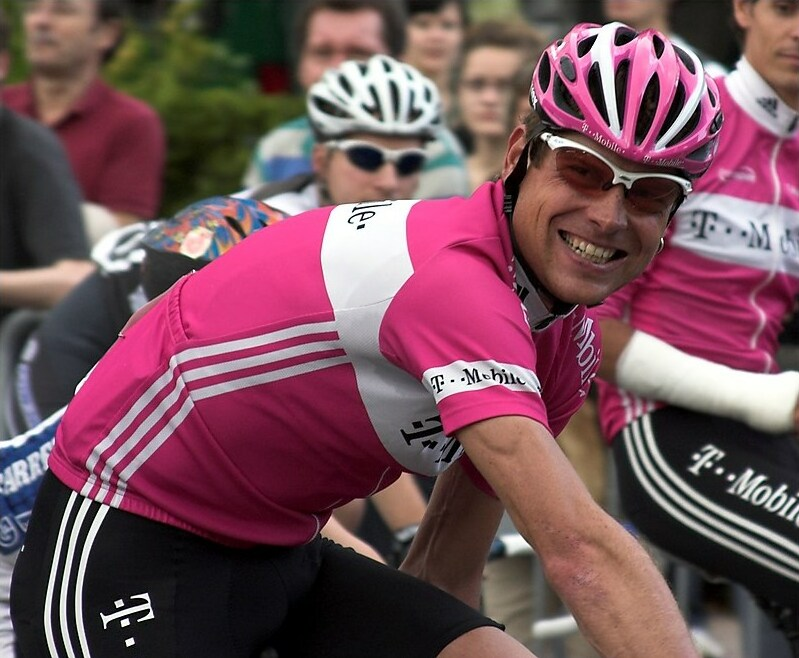
1997: Jan Ullrich

- 1997: Der Radrennfahrer Jan Ullrich gewinnt als erster Deutscher die Tour de France.

Einträge von Leichtathletik-Weltrekorden befinden sich unter der jeweiligen Disziplin unter Leichtathletik.
Einträge zu Fußballweltmeisterschaftsspielen finden sich in den Unterseiten von Fußball-Weltmeisterschaft. Das Gleiche gilt für Fußball-Europameisterschaften.

## Geboren

### Vor dem 18. Jahrhundert
- 0644: Ursmar von Lobbes, Benediktiner, Abt, Chorbischof und Missionar
- 0774: Kūkai, buddhistischer Mönch, Gelehrter und Künstler der frühen Heian-Zeit Japans
- 1450: Jakob Wimpfeling, deutscher Dichter, Pädagoge und Historiker
- 1452: Ludovico Sforza, Herzog von Mailand
- 1502: Francesco Corteccia, Florentiner Organist, Kapellmeister und Komponist

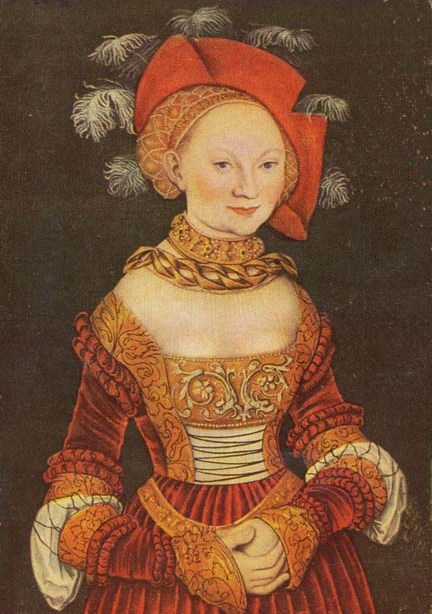
Aemilia von Sachsen (* 1516)

- 1516: Aemilia von Sachsen, Frau des Ansbacher Markgrafen Georg des Frommen
- 1559: Barbara von Pfalz-Zweibrücken-Neuburg, Gräfin von Oettingen-Oettingen
- 1563: Georg IV. Ludwig, Landgraf von Leuchtenberg
- 1599: Albrecht, Herzog von Sachsen-Eisenach
- 1612: Murad IV., Sultan des Osmanischen Reiches
- 1625: Edward Montagu, 1. Earl of Sandwich, englischer Admiral und Politiker
- 1629: Ludovica Cristina von Savoyen, Prinzessin aus dem Haus Savoyen
- 1629: Johannes Spengler, Bürgermeister von St. Gallen
- 1644: Christian Ernst, Markgraf von Brandenburg-Bayreuth
- 1666: Heinrich von Huyssen, deutscher Diplomat und Berater Peter des Großen
- 1679: Alexander Mack, deutscher Pietist, Begründer der Church of the Brethren
- 1699: Friederike, württembergische Prinzessin

### 18. Jahrhundert
- 1732: Johann Georg Bechtold, deutscher Philosoph und Literaturwissenschaftler, Rhetoriker und Theologe
- 1733: Jeremiah Dixon, britischer Geograph
- 1734: Sophie von Frankreich, französische Prinzessin und Prinzessin von Navarra
- 1740: Jeanne Baret, französische Naturforscherin und Weltumseglerin
- 1742: Friedrich von Hahn, deutscher Großgrundbesitzer, Naturphilosoph und Astronom

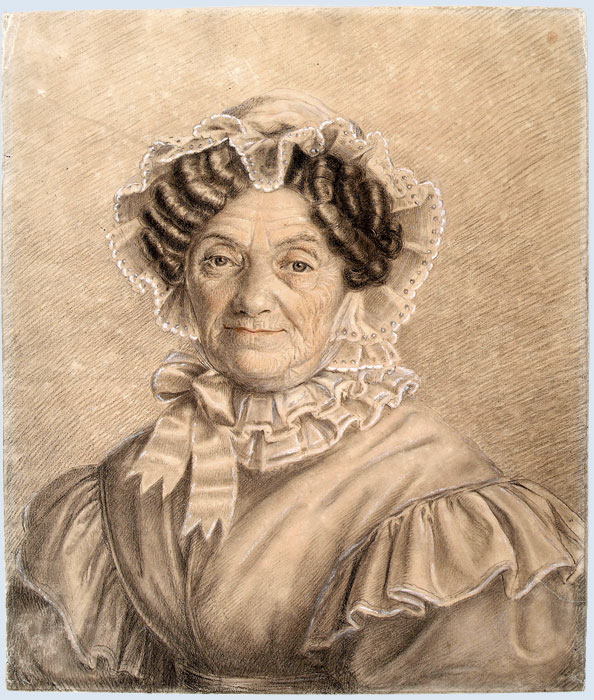
Louise von Lengefeld (* 1743)

- 1743: Louise von Lengefeld, Hofmeisterin bei den Fürsten von Schwarzburg-Rudolstadt auf Residenzschloss Heidecksburg
- 1746: Jacob Axelsson Lindblom, schwedischer Philologe und Erzbischof von Uppsala
- 1752: Ambroise Marie François Joseph Palisot de Beauvois, französischer Naturwissenschaftler
- 1752: Samuel Smith, US-amerikanischer Politiker
- 1753: Ludwig Friedrich August von Cölln, deutscher Prediger und Autor
- 1755: Gabriel de Hédouville, französischer General und Politiker
- 1755: Benjamin Howland, US-amerikanischer Politiker
- 1755: Johann Heinrich Wepler, deutscher Theologe und Hochschullehrer
- 1765: Friederike von Württemberg, württembergische Prinzessin und später die Gemahlin von Peter I. von Holstein-Gottorp

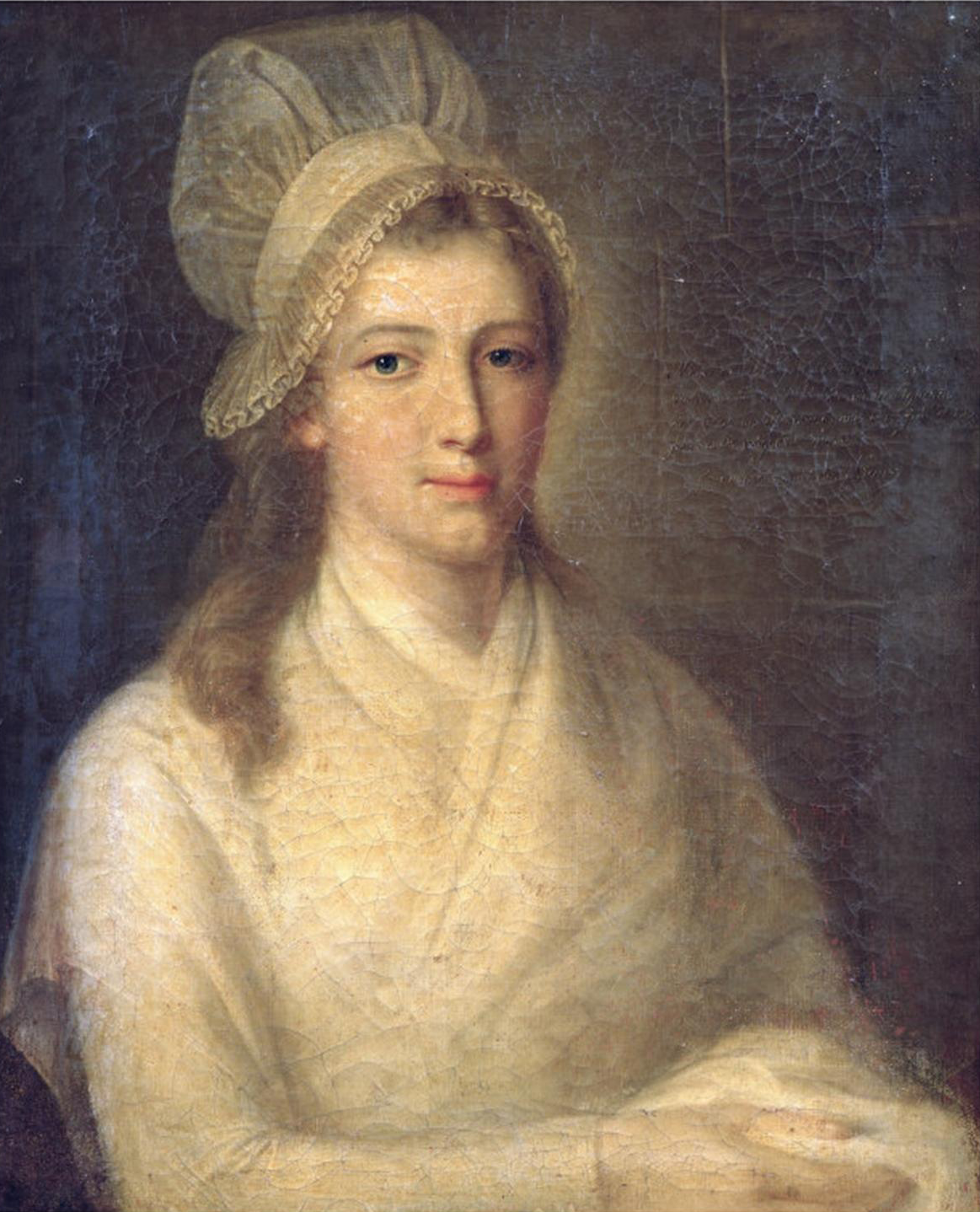
Charlotte Corday (* 1768)

- 1768: Charlotte Corday, französische Adlige und Urenkelin des Dramatikers Pierre Corneille, Mörderin von Jean-Paul Marat
- 1768: Joseph Anton Koch, deutscher Maler
- 1773: Jacob Aall, norwegischer Politiker, Staatsökonom und Historiker
- 1773: Luisa Maria von Neapel-Sizilien, Großherzogin der Toskana
- 1775: Therese Brunsvik, ungarische Gräfin, Vertraute Beethovens und Gründerin der Kindergärten in Ungarn
- 1777: Alessandro Sanquirico, italienischer Maler, Szenograf, Architekt und Dekorateur
- 1781: Mauro Giuliani, italienischer Gitarrist und Komponist
- 1783: Anton Günther, österreichischer Philosoph und Theologe
- 1784: Denis Wassiljewitsch Dawydow, russischer Schriftsteller
- 1792: Maria Quitéria de Jesus, brasilianische Soldatin und Volksheldin
- 1794: Ignaz Bösendorfer, österreichischer Klavierbauer

### 19. Jahrhundert

#### 1801–1850

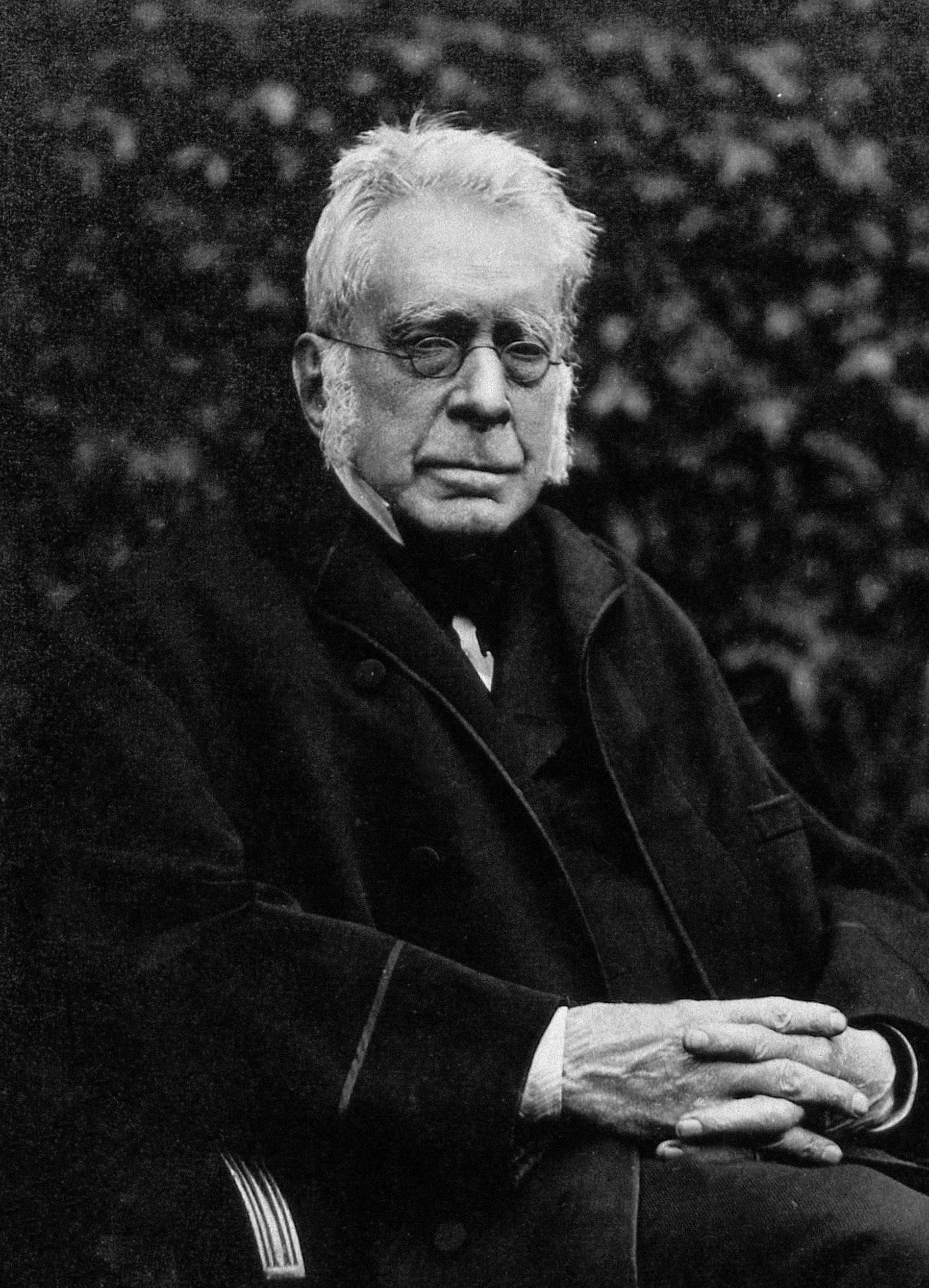
George Biddell Airy (* 1801)

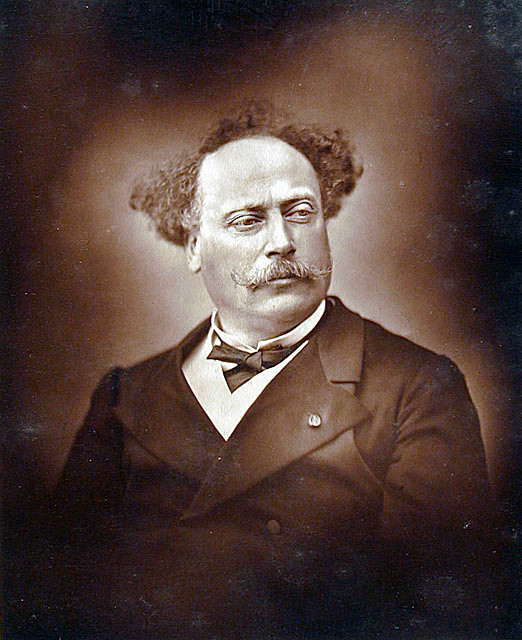
Alexandre Dumas (* 1824)

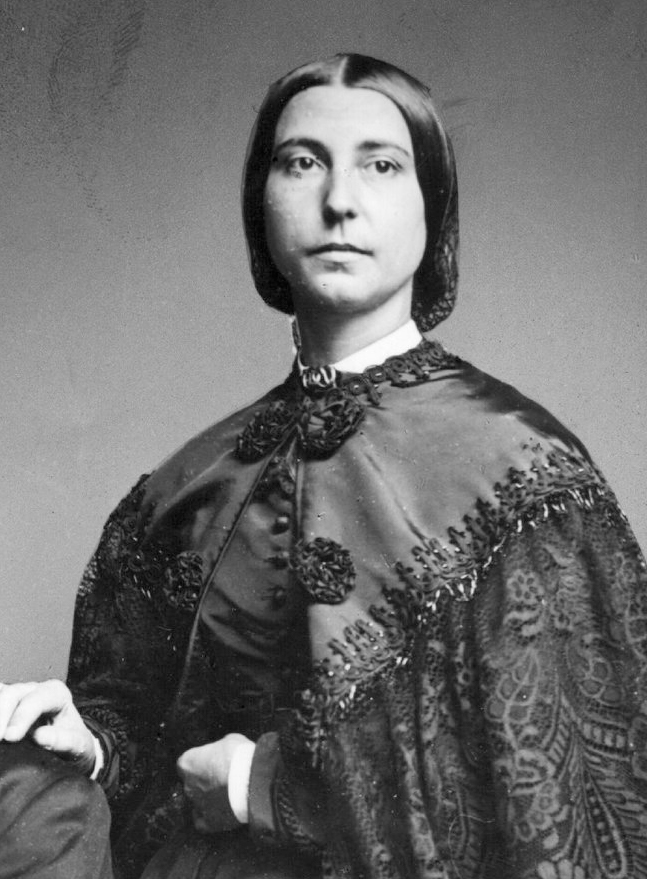
Helen Taylor (* 1831)

- 1801: George Biddell Airy, britischer Astronom
- 1802: Niels Peter Jensen, dänischer Komponist und Flötenvirtuose
- 1802: Benedict Randhartinger, österreichischer Komponist, Sänger und k.k. Hofkapellmeister
- 1804: Eduard Schaubert, deutscher, in Griechenland tätiger Architekt
- 1807: Friedrich Avé-Lallemant, deutscher Theologe und Bibliothekar
- 1808: Moriz Haupt, deutscher klassischer Philologe und Germanist
- 1809: Gottfried Pulian, deutscher Landschafts- und Architekturmaler
- 1812: Carl zu Solms-Braunfels, deutscher Offizier und Siedlungsgründer
- 1817: Sophie von Baudissin, deutsche Schriftstellerin
- 1819: Theodor Wehrmann, deutscher Gymnasiallehrer, Provinzialschulrat in Pommern
- 1824: Alexandre Dumas der Jüngere, französischer Schriftsteller
- 1826: Adolph von Hansemann, deutscher Unternehmer und Bankier
- 1826ː Geraldine van de Sande Bakhuyzen, niederländische Malerin
- 1827: Else Lüders, deutsche Politikerin und Frauenrechtlerin
- 1829: Anna Grobecker, deutsche Operettensängerin
- 1831: Helen Taylor, englische Frauenrechtlerin
- 1834: Miguel Grau Seminario, peruanischer Nationalheld
- 1835: Giosuè Carducci, italienischer Dichter und Redner
- 1839: Hermann Struckmann, deutscher Jurist
- 1840: Ranald Slidell MacKenzie, US-amerikanischer General
- 1841: Linda Richards, erste diplomierte Krankenschwester Amerikas
- 1843: Leonhard Lang, österreichischer Papierhändler und Wohltäter
- 1848: Friedrich Ernst Dorn, deutscher Physiker
- 1848: Loránd Eötvös, ungarischer Physiker
- 1848: Hans Hoffmann, deutscher Schriftsteller

#### 1851–1900
- 1851: Guillermo Billinghurst, peruanischer Politiker
- 1851: Ivar Eggert Hedenblad, schwedischer Komponist, Dirigent und Musikpädagoge

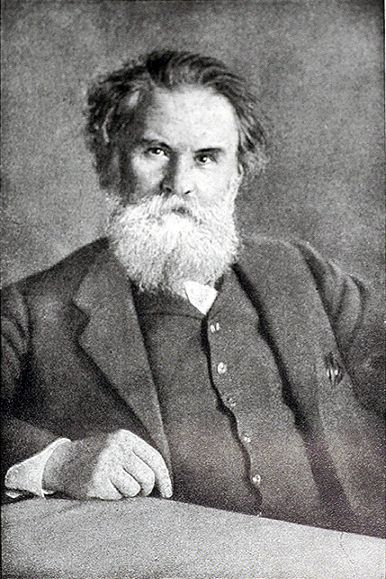
Wladimir Korolenko (* 1853)

- 1853: Wladimir Galaktionowitsch Korolenko, russischer Schriftsteller
- 1854: Albert Edelfelt, finnlandschwedischer Maler
- 1856: Wacław Łopuszyński, polnischer Lokomotivkonstrukteur
- 1857: Augusta Stowe-Gullen, kanadische Ärztin, Frauenrechtlerin und Theosophin
- 1863: Ignacy Popiel, polnischer Schachspieler
- 1864: Viktor von Attems-Heiligenkreuz, österreichischer Präsident der Seebehörde in Triest
- 1866: António José de Almeida, portugiesischer Politiker
- 1867: Enrique Granados, spanischer Komponist und Pianist
- 1869: Freda Freifrau von Rechenberg, deutsche Politikerin, MdL
- 1870: Hilaire Belloc, britischer Autor
- 1871: Ákos Buttykay, ungarischer Komponist
- 1871: Ernst Zermelo, deutscher Mathematiker
- 1872: Stanislav Binički, serbischer Komponist, Dirigent und Operndirektor

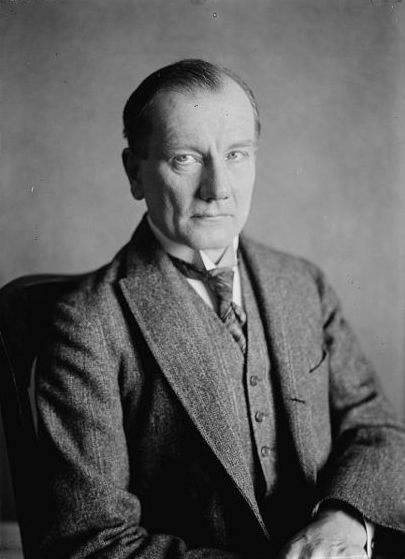
Ernst von Dohnányi (* 1877)

- 1877: Ernst von Dohnányi, ungarischer Pianist und Komponist
- 1877: Florence Gill, britische Synchronsprecherin
- 1878: August Aichhorn, österreichischer Pädagoge und Psychoanalytiker
- 1878: Béatrice La Palme, kanadische Sängerin, Geigerin und Musikpädagogin
- 1880: Sophie Wolf, deutsche Opernsängerin (Sopran)
- 1881: Hans Fischer, deutscher Chemiker und Mediziner, Nobelpreisträger
- 1882: Donald Crisp, britischer Schauspieler
- 1882: Geoffrey de Havilland, britischer Flugzeugkonstrukteur
- 1883: Jóhannes á Borg, isländischer Ringer, Zirkuskünstler und Hotelier
- 1883: Minni Herzing, deutsche Blumenmalerin
- 1884: Ernst Bertram, deutscher Germanist, Lyriker und Schriftsteller
- 1884: Zenzl Mühsam, Frau des Dichters Erich Mühsam
- 1885: Lilli Martius, deutsche Kunsthistorikerin
- 1886: Ernst May, deutscher Architekt und Stadtplaner
- 1887: Margarete Müller, deutsche Politikerin
- 1887: Yamamoto Yūzō, japanischer Schriftsteller

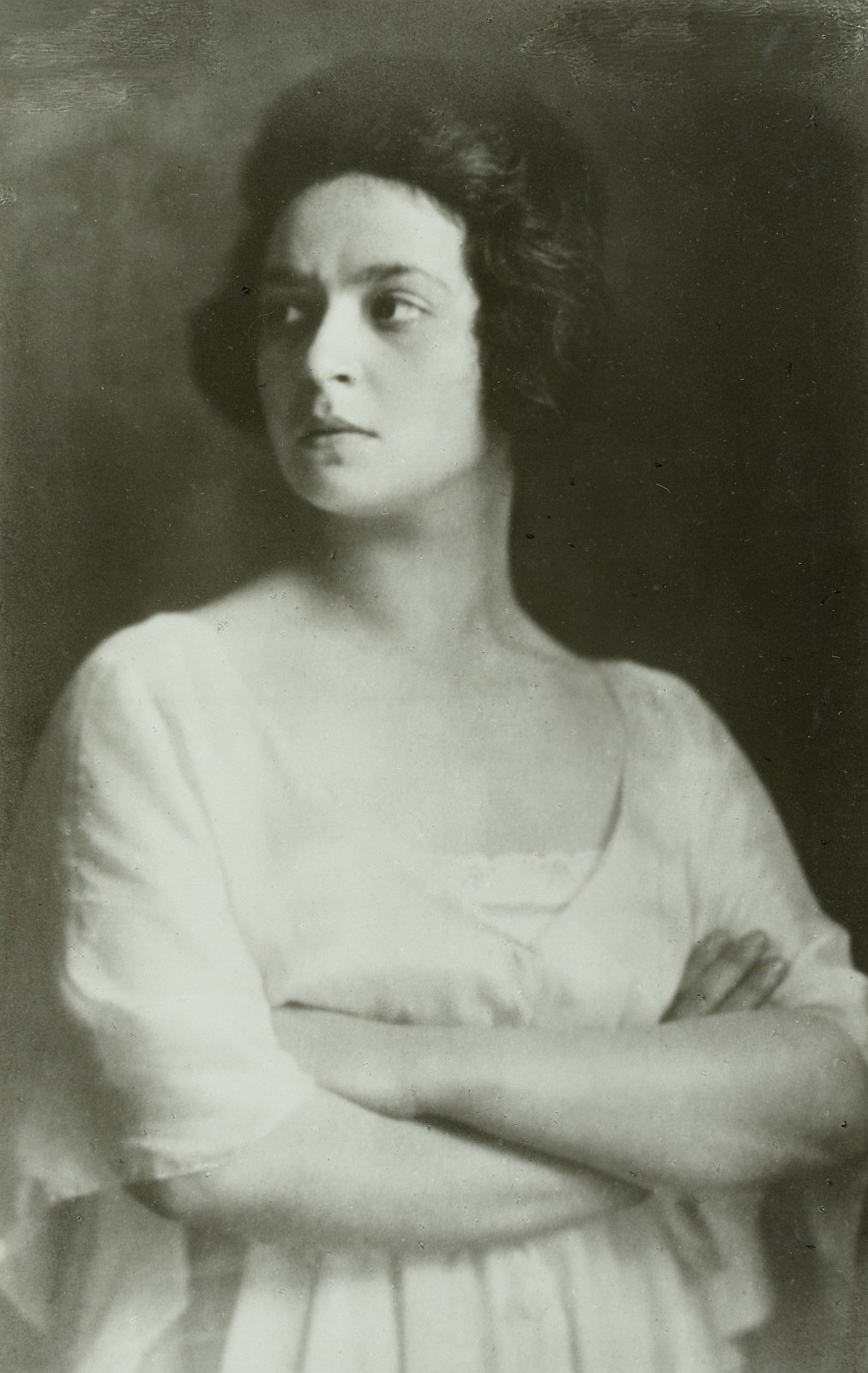
Jenny Schaffer-Bernstein (* 1888)

- 1888: Jenny Schaffer-Bernstein, österreichische Theaterschauspielerin, Opfer der Shoa
- 1890: Erich Dunskus, deutscher Schauspieler
- 1890: Armas Taipale, finnischer Leichtathlet
- 1891: Ruth Plumly Thompson, US-amerikanische Schriftstellerin
- 1892: Maria Almas-Dietrich, deutsche Kunsthändlerin, Lieferantin von Adolf Hitler
- 1892: Max Fechner, deutscher Politiker, MdL, Justizminister der DDR
- 1894: Adolf „Dol“ Dauber, österreichisch-tschechischer Violinist, Kapellmeister und Komponist
- 1895: Walter Scheidt, deutscher Eugeniker und Anthropologe
- 1895: Paul Wanner, deutscher Schriftsteller
- 1896: Ivar F. Andrésen, norwegischer Opernsänger (Bass)
- 1896: Maurine Dallas Watkins, US-amerikanische Reporterin und Drehbuchautorin
- 1897: Adolfo Baloncieri, italienischer Fußballspieler und -trainer

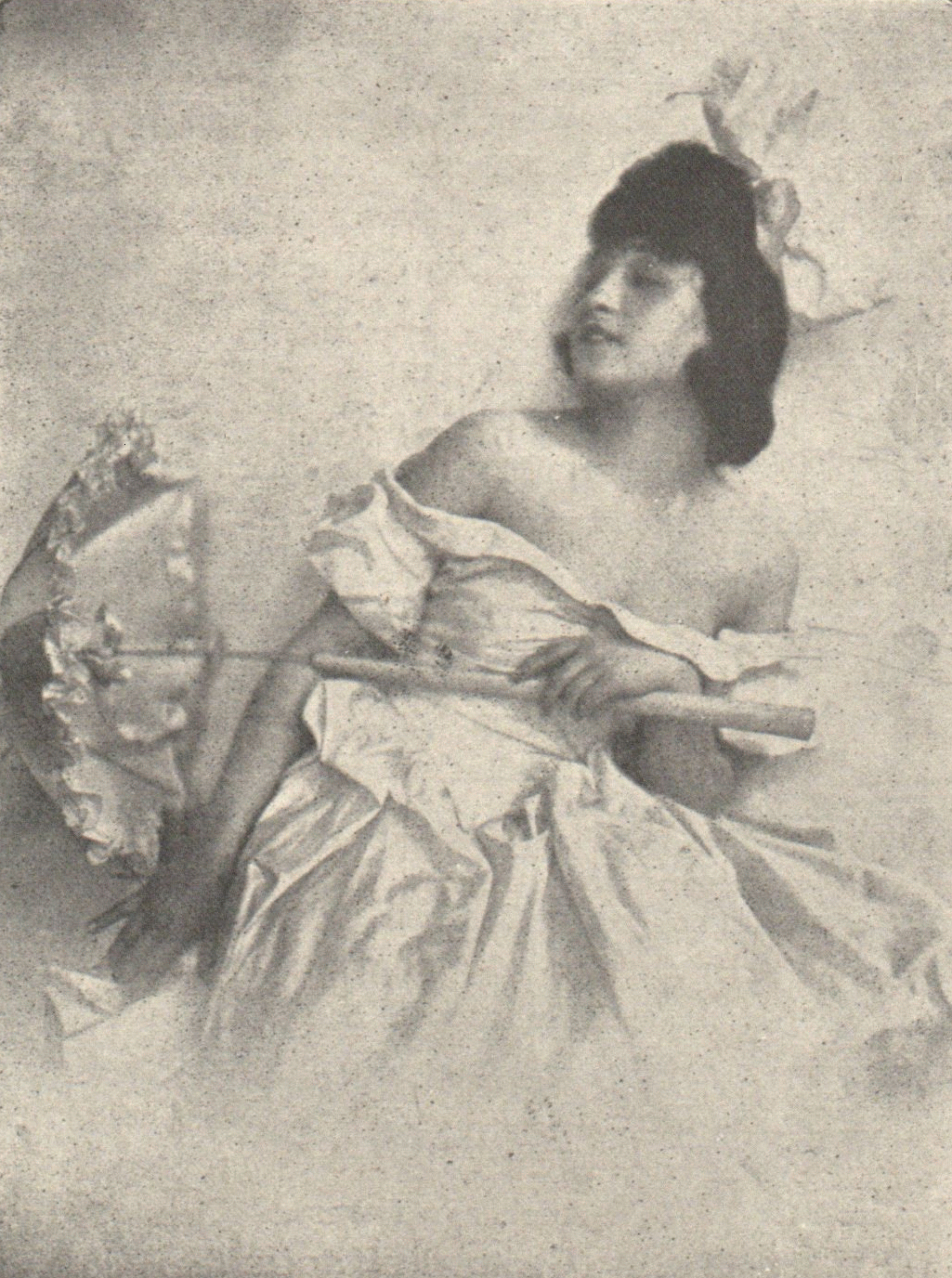
Lena Amsel (* 1898)

- 1898: Lena Amsel, deutsche Tänzerin und Schauspielerin
- 1898: Renato Balestrero, italienischer Automobilrennfahrer
- 1899: Walter Dönicke, deutscher Kommunalpolitiker, Oberbürgermeister von Leipzig
- 1899: Harl McDonald, US-amerikanischer Komponist
- 1899: Frieda Roß, deutsche Politikerin, MdL
- 1900: Ernst Fritz Fürbringer, deutscher Schauspieler
- 1900: Hans Haug, Schweizer Komponist
- 1900: Ralph Roese, deutscher Motorrad- und Automobilrennfahrer
- 1900: Annemarie Wolff-Richter, deutsche Individualpsychologin

### 20. Jahrhundert

#### 1901–1925

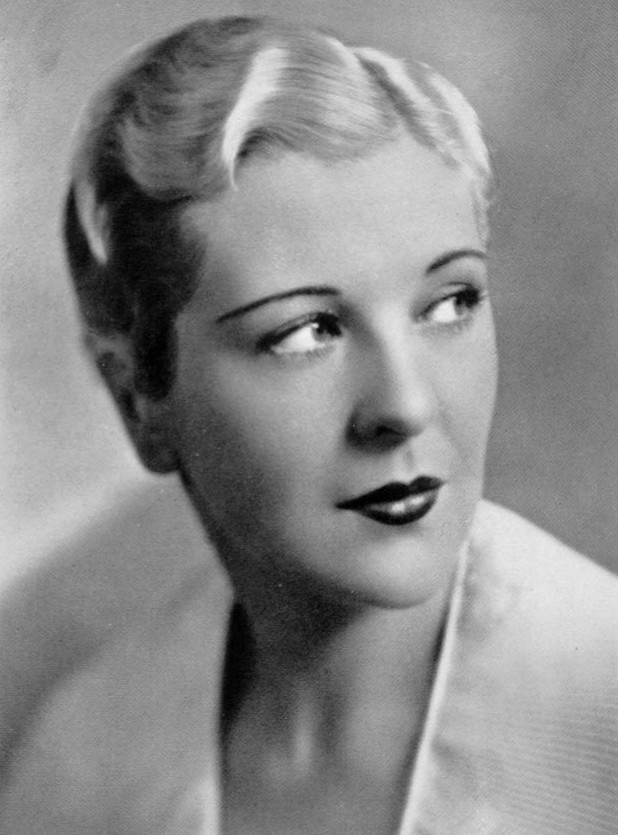
Natalie Moorhead (* 1901)

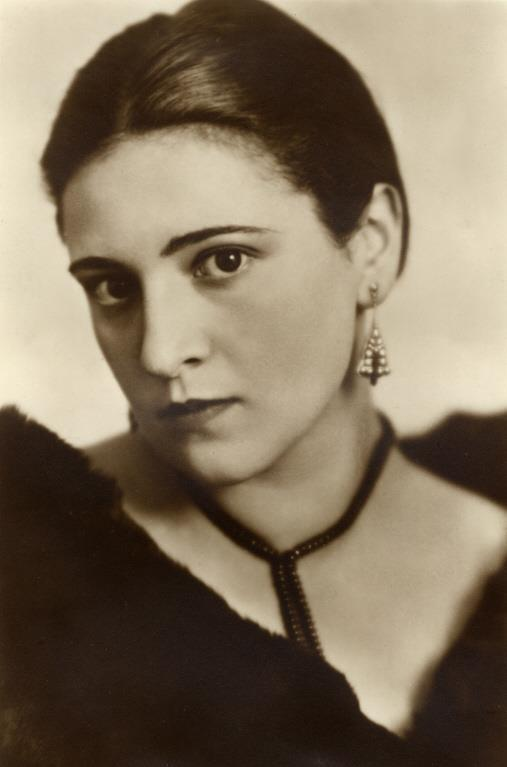
Alice Dorell (* 1907)

- 1901: Natalie Moorhead, US-amerikanische Schauspielerin
- 1902: Hans-Dietrich von Diepenbroick-Grueter, deutscher Antiquar und Sammler von Porträts
- 1903: Clive Douglas, australischer Komponist, Musiker und Dirigent
- 1903: Nikolai Konstantinowitsch Tscherkassow, russischer Schauspieler
- 1904: Oskar Lange, polnischer Ökonom
- 1904: Ljudmila Wladimirowna Rudenko, russische Schachweltmeisterin
- 1905: Wilhelm Adam, deutscher Politiker und Widerstandskämpfer
- 1905: Leo Durocher, US-amerikanischer Baseballspieler und -manager
- 1906: Gustav Wellenstein, deutscher Forstwissenschaftler
- 1907ː Alice Dorell, deutsche Schauspielerin und Kabarettistin, Holocaustopfer
- 1908: Willi Remer, deutscher Moderner Fünfkämpfer
- 1909: Hilde Domin, deutsche Schriftstellerin
- 1910: Hilde Firtel, österreichische Autorin, Übersetzerin und Komponistin
- 1910: Julien Gracq, französischer Schriftsteller
- 1910: Rajzel Zychlinski, polnische jiddischsprachige Dichterin
- 1911: Annemarie Balden-Wolff, deutsche Kunsthandwerkerin, Malerin und Graphikerin
- 1911: Heinrich Neuy, deutscher Bauhauskünstler, Maler
- 1912: Igor Markevitch, italienischer Komponist und Dirigent ukrainischer Herkunft
- 1912: Richard Walenta, tschechoslowakisch-deutscher Bauarbeiter und Funktionshäftling
- 1913: Lucy Ackerknecht, deutsche Psychotherapeutin und Autorin
- 1913: José Maria Antunes, portugiesischer Fußballspieler und -trainer
- 1914: Gusti Huber, österreichische Burg- und Filmschauspielerin
- 1914: Karlfranz Schmidt-Wittmack, deutscher Politiker, MdB

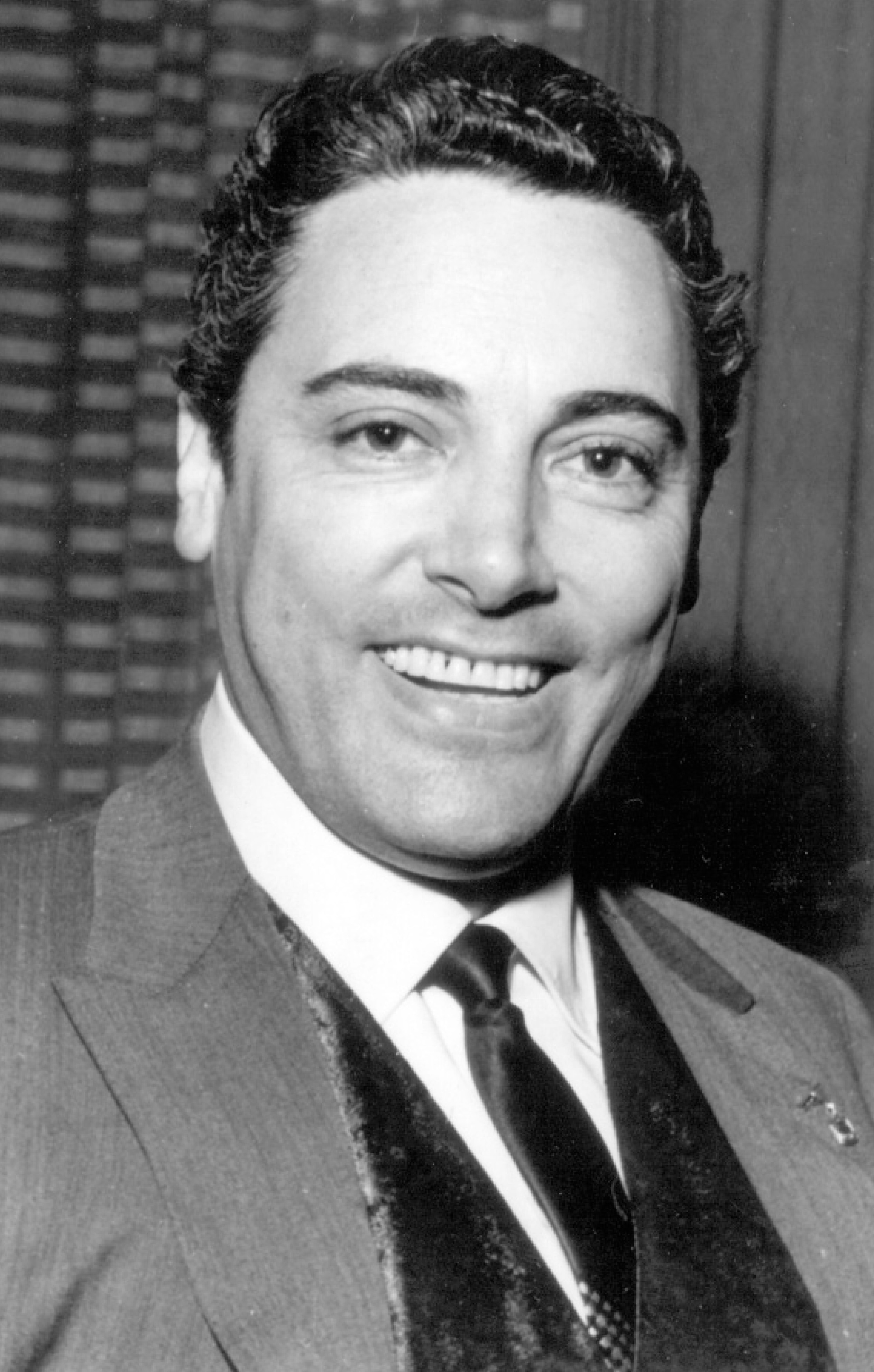
Mario Del Monaco (* 1915)

- 1915: Mario Del Monaco, italienischer Sänger
- 1915: Hilde Sessak, deutsche Schauspielerin
- 1916: Amha Selassie I., äthiopischer Kronprinz
- 1916: Elizabeth Hardwick, US-amerikanische Literaturkritikerin und Schriftstellerin
- 1916: Keenan Wynn, US-amerikanischer Schauspieler
- 1917: Bourvil, französischer Schauspieler
- 1918: Leonard Rose, US-amerikanischer Cellist
- 1919: Gogó Andreu, argentinischer Schauspieler, Komiker und Autor
- 1919: Jonathan Sternberg, US-amerikanischer Dirigent und Musikpädagoge
- 1921: Eugenio Coseriu, rumänischer Sprachwissenschaftler
- 1921: Émile Genest, kanadischer Schauspieler und Komödiant
- 1922: Adolfo Celi, italienischer Schauspieler und Regisseur
- 1922: Susan Cernyak-Spatz, US-amerikanische Germanistin und Historikerin, Zeitzeugin des Holocaust
- 1922: Kurt Götze, deutscher Pilot

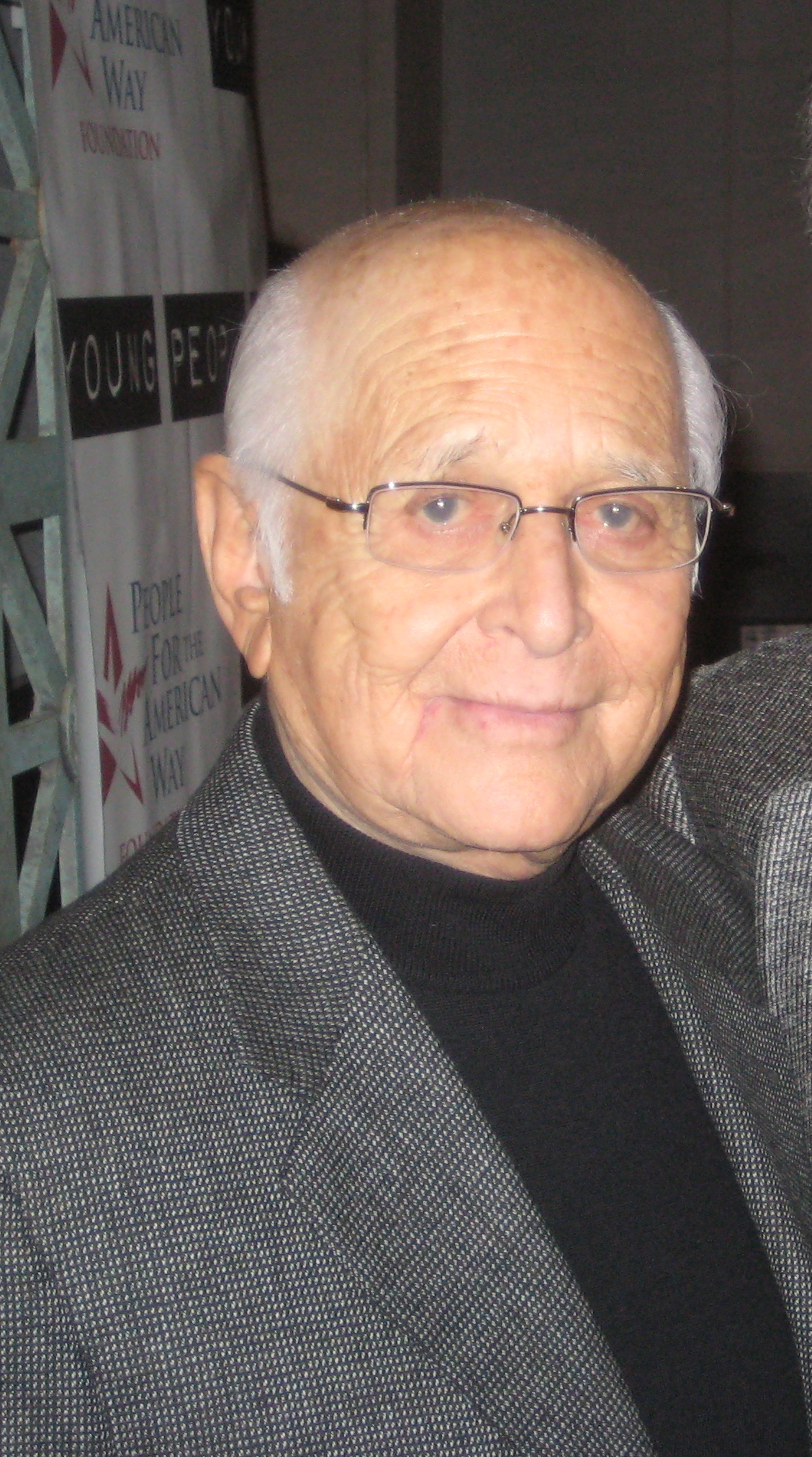
Norman Lear (* 1922)

- 1922: Norman Lear, US-amerikanischer Fernsehproduzent
- 1923: Eugène Dodeigne, belgisch-französischer Bildhauer
- 1923: Ōyama Masutatsu, koreanischer Karatemeister
- 1924: Edeltraud Braun von Stransky, deutsche Malerin
- 1924: John Hansen, dänischer Fußballspieler
- 1924: Inge Konradi, österreichische Filmschauspielerin, Kammerschauspielerin und Theaterschauspielerin
- 1924: Otar Taktakischwili, georgischer Komponist
- 1925ː Zuzana Glaserová, Opfer des Holocaust
- 1925: Kippie Moeketsi, südafrikanischer Jazzsaxophonist
- 1925: Imo Moszkowicz, deutscher Regisseur, Schriftsteller und Schauspieler

#### 1926–1950
- 1926: Margret Dünser, österreichische Journalistin
- 1926: Ingrid Ohlenschläger, deutsche Schauspielerin, Kabarettistin, Sängerin und Hörspielsprecherin
- 1927: Gisèle Halimi, französische Rechtsanwältin
- 1927: Laya Raki, deutsche Tänzerin und Schauspielerin
- 1927: Dawid Rubinowicz, polnisch-jüdischer Tagebuchschreiber und Opfer des Holocaust
- 1927: Franz Weber, Schweizer Umweltschützer
- 1927: Heinz Wewers, deutscher Fußballspieler

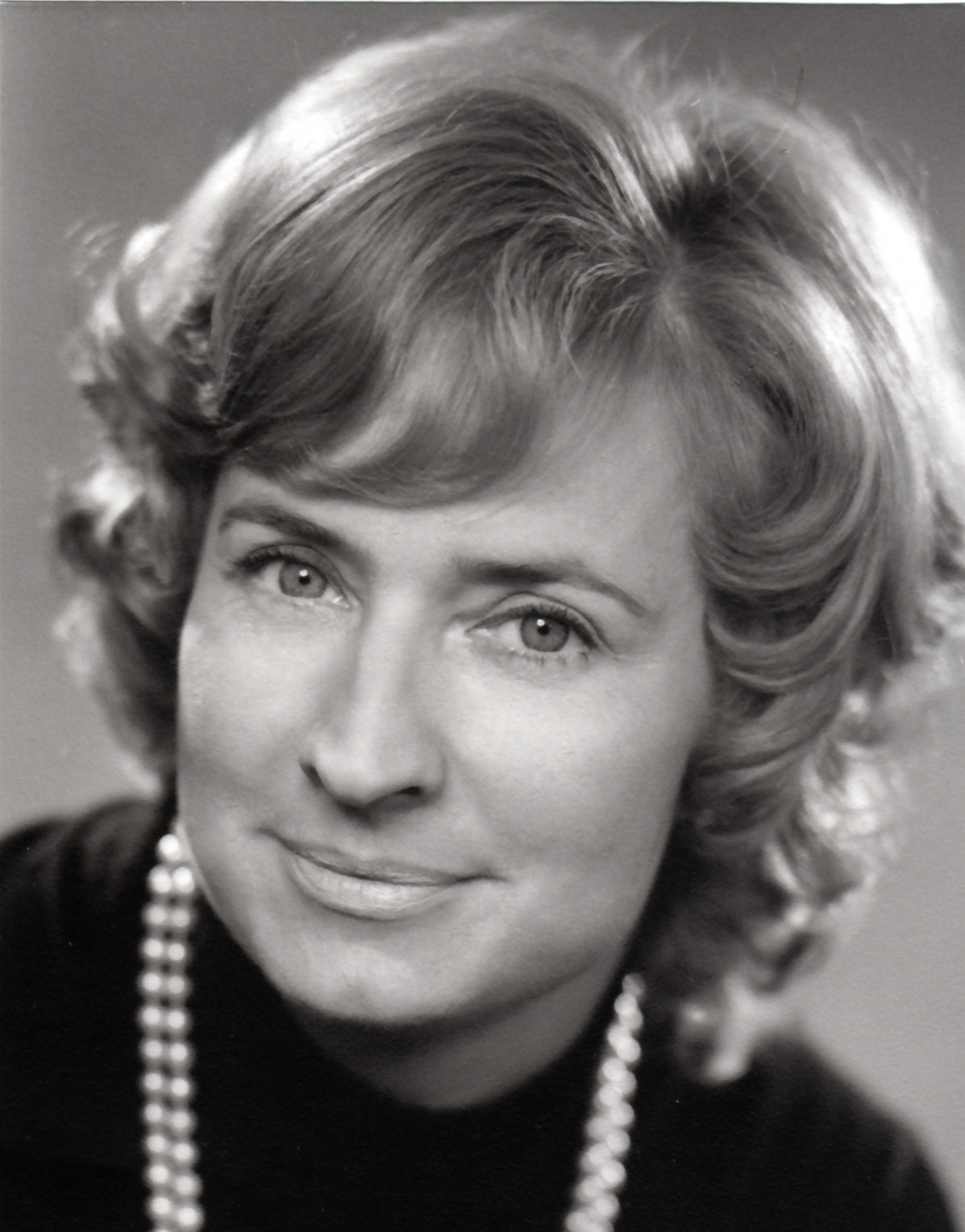
Ursula Boese (* 1928)

- 1928: Ursula Boese, deutsche Altistin
- 1928: Joseph Kittinger, US-amerikanischer Pilot
- 1928: Karl Mai, deutscher Fußballspieler
- 1928: Evamarie Sander, deutsche Phytopathologin und Phytovirologin
- 1928: Dick Yelvington, US-amerikanischer American-Football-Spieler
- 1929: Jean Baudrillard, französischer Medientheoretiker, Philosoph und Soziologe
- 1929: Jack Higgins, britischer Schriftsteller
- 1929: Sigrid Kressmann-Zschach, deutsche Architektin und Bauunternehmerin
- 1930: Bernard Andreae, deutscher Klassischer Archäologe
- 1930: Shirley Williams, Baroness Williams of Crosby, britische Politikerin und Dozentin
- 1931: Walentina Beresuzkaja, sowjetische bzw. russische Schauspielerin
- 1931: Karl Grünheid, deutscher Politiker, Minister für Maschinenbau in der DDR
- 1931: Khieu Samphan, kambodschanischer Politiker
- 1931: Jerry Van Dyke, US-amerikanischer Filmschauspieler
- 1932: Rita Czech-Blasel, deutsche Skilangläuferin
- 1932ː Beverly Byron, US-amerikanische Politikerin
- 1932: Roland Rasser, Schweizer Kabarettist und Schauspieler
- 1932: George Ryga, kanadischer Schriftsteller
- 1932: Emanuel Scharfenberg, deutscher Bildhauer
- 1933: Marlene Ahrens, chilenische Leichtathletin
- 1933: Yüksel Arslan, türkisch-französischer Künstler
- 1933: Chris Lawrence, britischer Automobilrennfahrer und Rennwagenkonstrukteur
- 1933: Hans-Georg Ponesky, deutscher Showmaster
- 1934: Rita Czech-Blasel, deutsche Skilangläuferin
- 1934: Salvatore Rabbio, US-amerikanischer Perkussionist und Musikpädagoge
- 1935: Jean Rolland, französischer Automobilrennfahrer
- 1935: Wolfgang Schad, deutscher Evolutionsbiologe und Goetheanist
- 1936: Siegbert Alber, deutscher Politiker, MdB
- 1936: Karin Lenzke, deutsche Hochspringerin
- 1937: Razaaq Adoti, britischer Schauspieler
- 1937: Peter Damm, deutscher Hornist
- 1938: Isabelle Aubret, französische Sängerin
- 1938: Gary Gygax, US-amerikanischer Spieleerfinder (Dungeons and Dragons)
- 1939: Irène Aebi, Schweizer Jazzmusikerin
- 1939: Peppino di Capri, italienischer Sänger
- 1939: Robert Janssens, belgischer Komponist, Dirigent und Musikpädagoge
- 1939: Manuel Vázquez Montalbán, spanischer Krimischriftsteller und Journalist
- 1940: Pina Bausch, deutsche Tänzerin, Choreografin
- 1940: Jonny Hill, österreichischer Musiker, Texter, Produzent und Entertainer

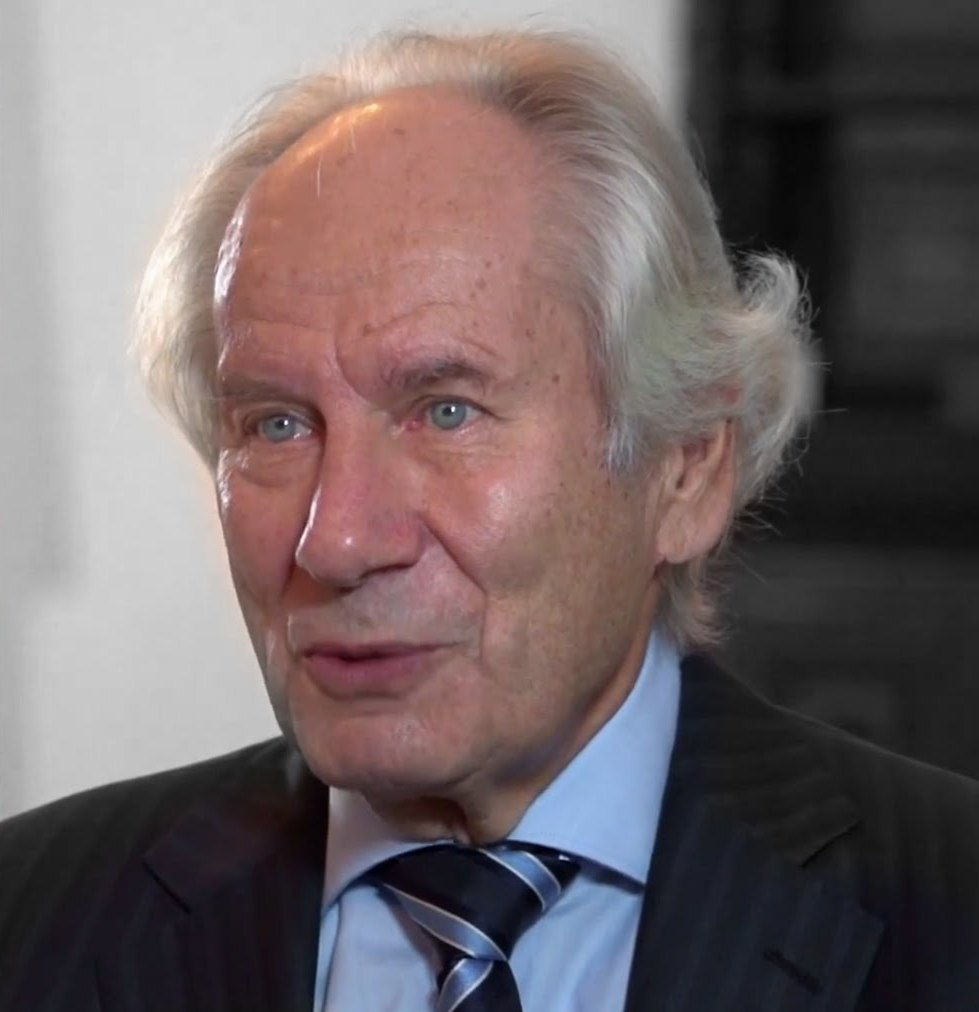
August-Wilhelm Scheer (* 1941)

- 1941: August-Wilhelm Scheer, deutscher Direktor des Instituts für Wirtschaftsinformatik
- 1942: Volker Bienengräber, deutscher Mediziner und Hochschullehrer
- 1942: T. Sankaran, indischer Perkussionist
- 1943: Sō Aono, japanischer Schriftsteller
- 1943: John Button, britischer Automobilrennfahrer
- 1944: Marlène Charell, deutsche Tänzerin, Sängerin und Moderatorin
- 1944: Bobbie Gentry, US-amerikanische Country-Sängerin

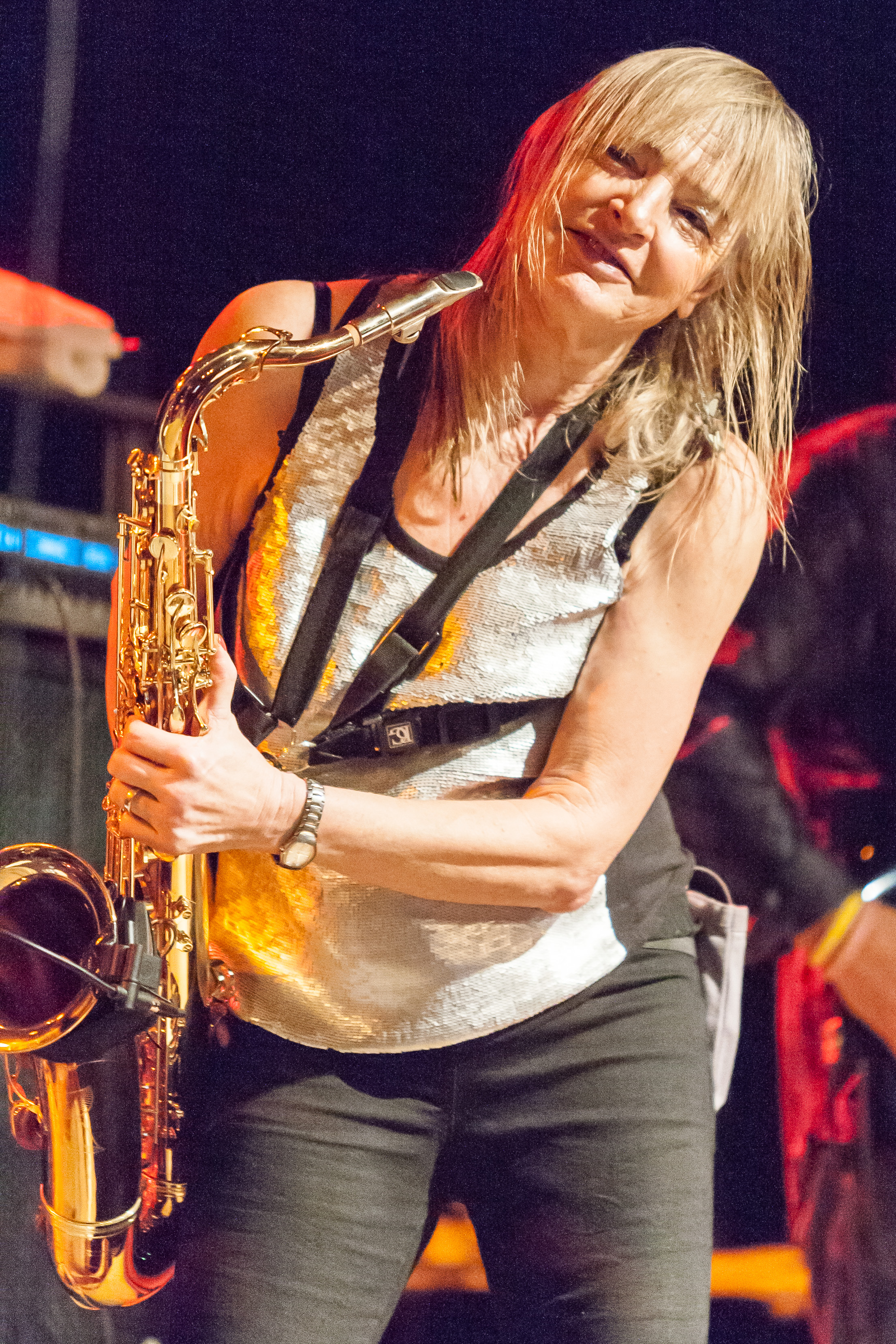
Barbara Thompson (* 1944)

- 1944: Barbara Thompson, britische Jazz-Saxophonistin, -Flötistin und Komponistin
- 1945: Daniel Brillat, französischer Automobilrennfahrer
- 1945: Edmund M. Clarke, US-amerikanischer Informatiker
- 1945: Michael Groepper, deutscher Jurist
- 1945: Hans Klima, deutscher Schauspieler
- 1946: Toqtar Äubäkirow, kasachischer Militärpilot und Raumfahrer
- 1946: Matthias Schultheiss, deutscher Comic-Zeichner und -Autor
- 1946: Rade Šerbedžija, kroatischer Schauspieler serbischer Abstammung
- 1947: Jochen Heck, deutscher Ruderer
- 1947: Max Klauß, deutscher Leichtathlet
- 1948: Brunhilde Irber, deutsche Politikerin, MdB
- 1948: Fred Popovici, rumänischer Komponist
- 1948: Hans Rosling, schwedischer Mediziner, Gründer der Gapminder-Stiftung
- 1949: Maury Chaykin, US-amerikanisch-kanadischer Schauspieler
- 1949: Maureen McGovern, US-amerikanische Sängerin

#### 1951–1975

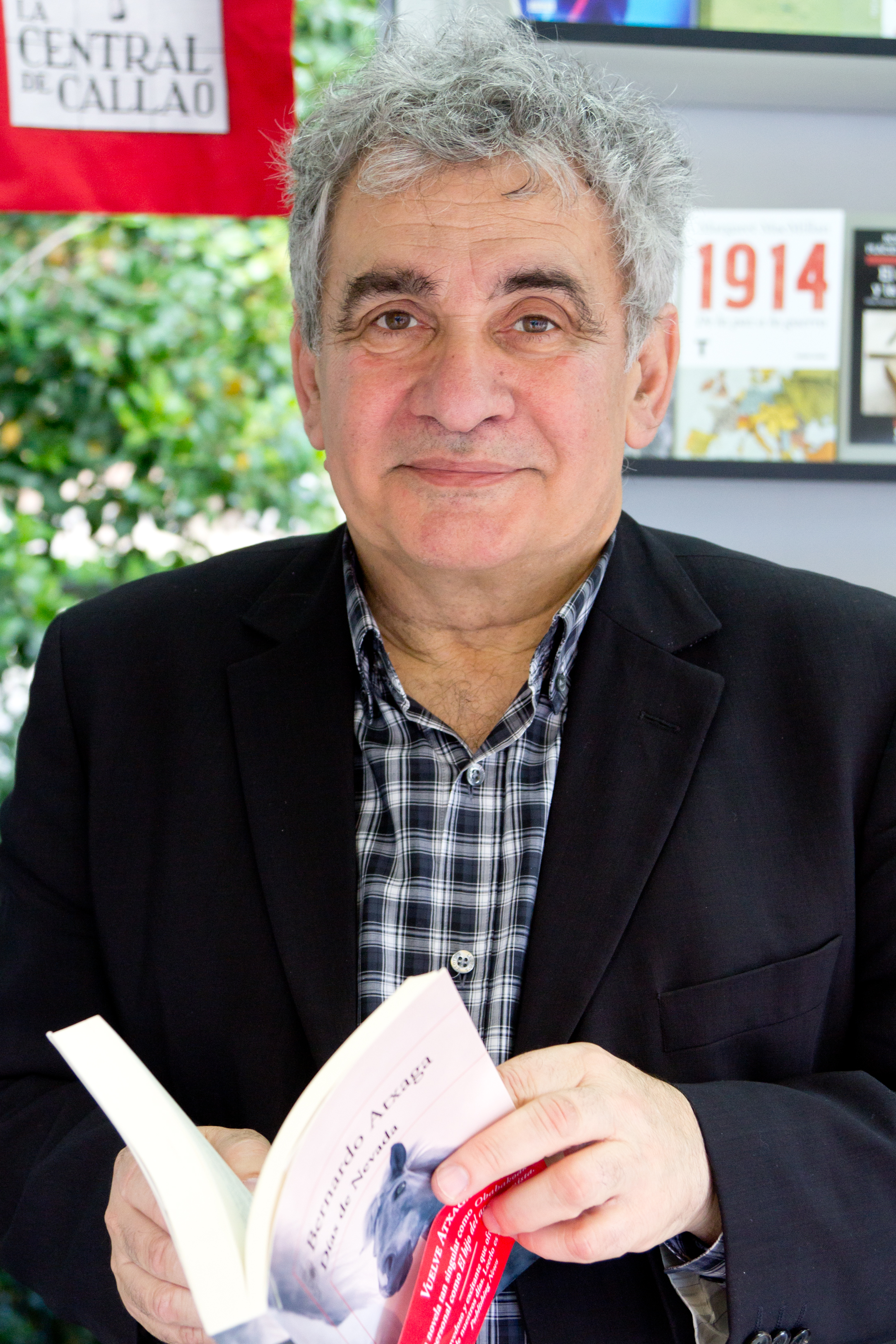
Bernardo Atxaga (* 1951)

- 1951: Bernardo Atxaga, spanischer Schriftsteller
- 1951: Eduard Maier, deutscher Origamikünstler und Verleger
- 1952: Roxanne Hart, US-amerikanische Schauspielerin
- 1952: Ellen Streidt, deutsche Leichtathletin
- 1953: Yahoo Serious, australischer Schauspieler
- 1954: Philippe Alliot, französischer Automibilrennfahrer
- 1954: Peter Mueller, US-amerikanischer Eisschnellläufer
- 1955: Allan Border, australischer Cricketspieler
- 1955: Stefan Nilsson, schwedischer Komponist
- 1956: Barbara Ellmerer, Schweizer-österreichische Malerin
- 1956: Hubert Gorbach, österreichischer Politiker, Vizekanzler und Bundesminister
- 1956: Helmut Seitz, deutscher Finanzwissenschaftler
- 1957: Hansi Müller, deutscher Fußballspieler
- 1958: Christopher Dean, britischer Eiskunstläufer
- 1958: Thomas Gehring, deutscher Politiker, MdL

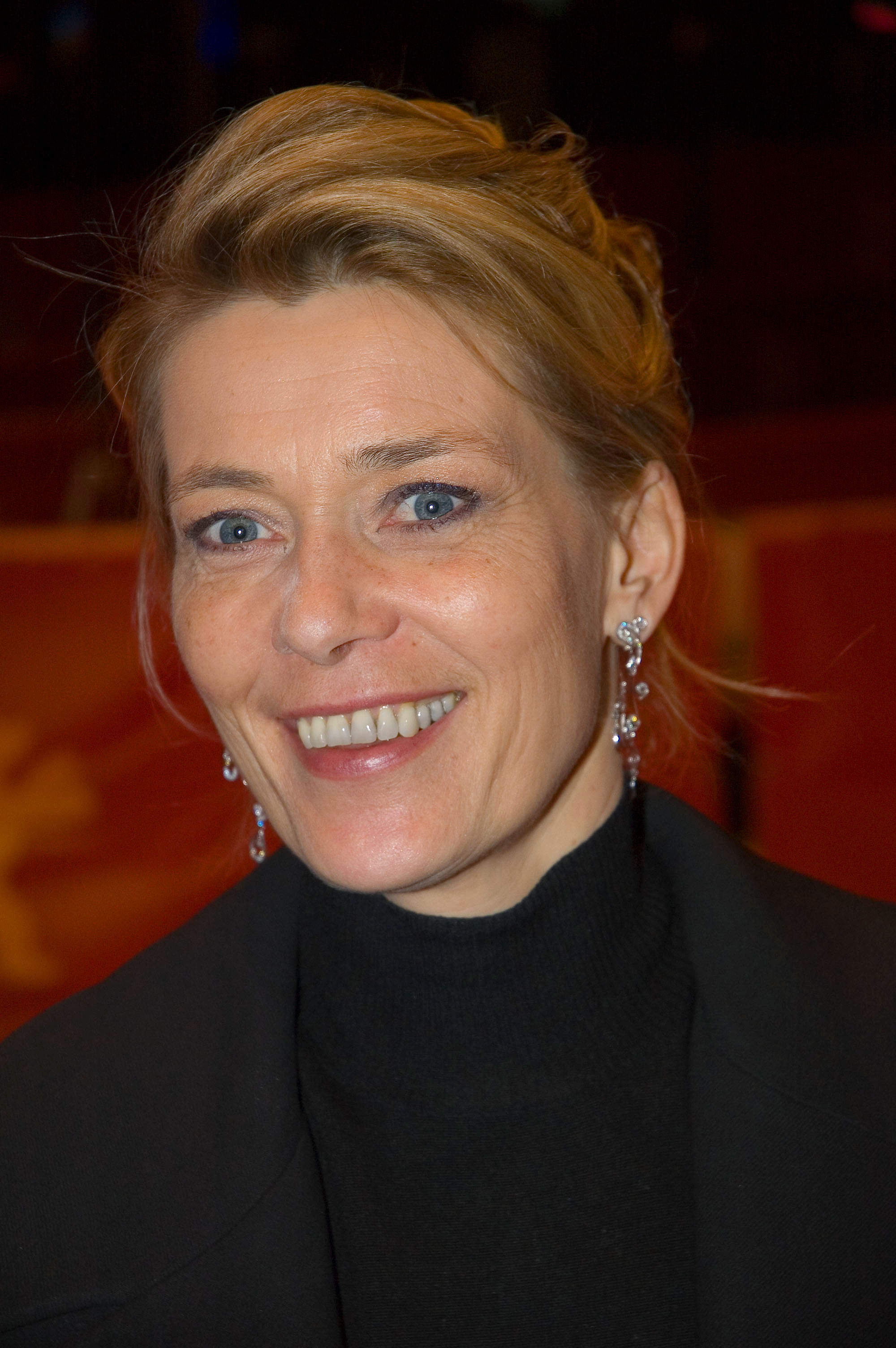
Barbara Rudnik (* 1958)

- 1958: Barbara Rudnik, deutsche Schauspielerin
- 1958: Margarethe Schreinemakers, deutsche Fernsehmoderatorin
- 1958: Harald Welzer, deutscher Soziologe und Sozialpsychologe
- 1960: Rick Burks, US-amerikanischer Schauspieler
- 1960: Alejandro Iglesias Rossi, argentinischer Komponist
- 1960: Jean Toussaint, US-amerikanischer Jazzsaxophonist
- 1961: Daniel C. Burbank, US-amerikanischer Astronaut
- 1961ː Deborah Czeresko, US-amerikanische Glasbläserin
- 1961: Jochen Malmsheimer, deutscher Kabarettist
- 1961: Juri Schlünz, deutscher Fußballspieler und -trainer
- 1962: Mariela Castro, kubanische Politikerin
- 1962: Sandra Gasser, Schweizer Mittelstreckenläuferin
- 1962: Karl Mueller, US-amerikanischer Musiker
- 1963: Karrin Allyson, US-amerikanische Jazzsängerin, Pianistin und Songwriterin
- 1963: Heini Baumgartner, Schweizer Freestyle-Skier
- 1963: Lélia Pissarro, französische Malerin
- 1964: Marián Bíreš, tschechoslowakischer Skirennläufer
- 1964: Dave Brat, US-amerikanischer Wirtschaftswissenschaftler und Politiker
- 1964: Rex Brown, US-amerikanischer Metal-Bassist
- 1964: Fernando Carro, spanischer Manager
- 1964: Alexander Fauland, österreichischer Schachspieler und Verleger
- 1964: Kevin Florent, US-amerikanisch-zypriotischer Basketballspieler
- 1964: Inken Gallner, deutsche Juristin
- 1964: Martin Heesch, deutscher Schauspieler und Regisseur
- 1964: Charlie Jeffery, britischer Politikwissenschaftler
- 1964: Yoshiyuki Katō, japanischer Fußballspieler
- 1964: Joanna Majdan, polnische Judoka
- 1964: Kay Martin Schmalhausen Panizo, peruanischer Ordensgeistlicher
- 1964: Yvonne Seifert, deutsche Freestyle-Skierin
- 1964: Anthony Stacchi, US-amerikanischer Filmregisseur und Animator
- 1965: José Luis Chilavert, paraguayischer Fußballspieler
- 1965: Trifon Iwanow, bulgarischer Fußballspieler
- 1966: Cengiz Atila, türkischer Fußballspieler
- 1967: Juliana Hatfield, US-amerikanische Musikerin
- 1967ː Beata Maksymow, polnische Judoka
- 1967: Kerstin Peters, deutsche Steuerfrau im Rudern
- 1967: Kellie Waymire, US-amerikanische Schauspielerin
- 1968: Samuel Matete, sambischer Leichtathlet
- 1968: Julian McMahon, australischer Schauspieler
- 1969: Maria Grazia Cucinotta, italienische Schauspielerin

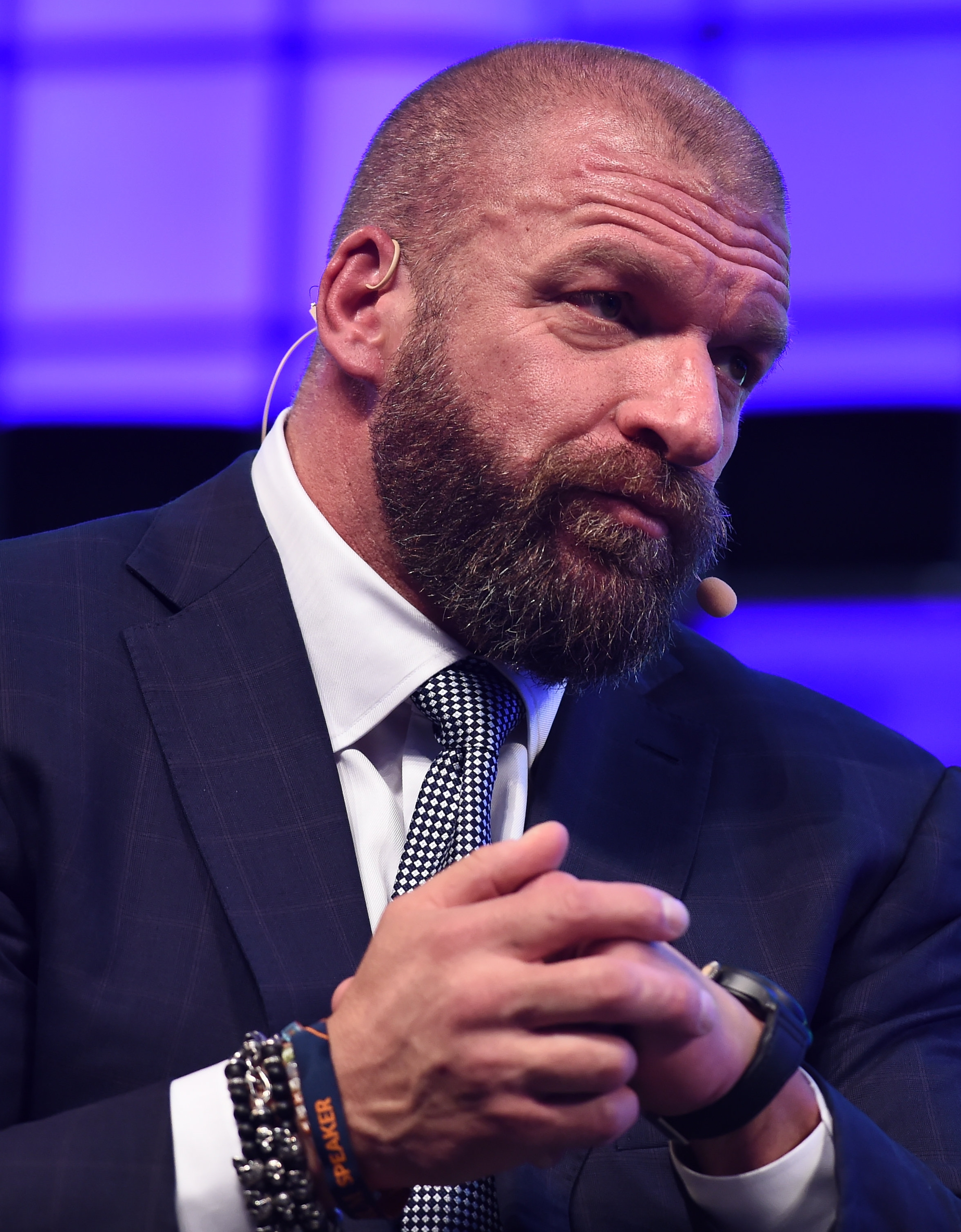
Triple H (* 1969)

- 1969: Triple H, US-amerikanischer Wrestler
- 1970: Nikolaj Coster-Waldau, dänischer Schauspieler
- 1970: Anja Kohl, deutsche Journalistin und Fernsehmoderatorin
- 1971: Paul Meier, deutscher Leichtathlet
- 1972: Elisângela Adriano, brasilianische Leichtathletin
- 1972: Candice Gilg, französische Freestyle-Skierin
- 1973: Paul Amey, britischer Duathlet
- 1973: Jesper Larsson, schwedischer Handballspieler
- 1974: Alfons Sánchez, andorranischer Fußballspieler
- 1974: Pete Yorn, US-amerikanischer Singer-Songwriter
- 1975: Ara Abrahamian, schwedischer Ringer
- 1975: Sveinn Brynjólfsson, isländischer Skirennläufer
- 1975: Christa Markwalder, Schweizer Politikerin
- 1975: Alex Rodriguez, US-amerikanischer Baseballspieler
- 1975: Verena von Strenge, deutsche Sängerin und Tänzerin

#### 1976–2000
- 1976: Seamus Dever, US-amerikanischer Schauspieler

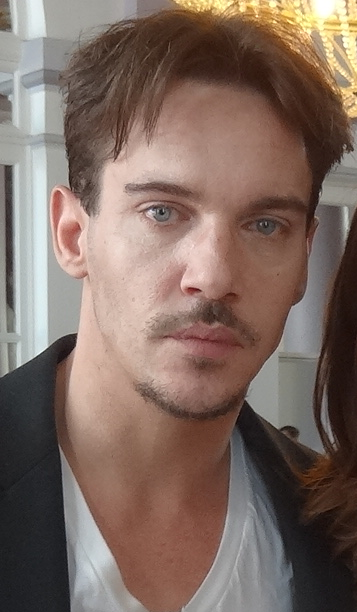
Jonathan Rhys Meyers (* 1977)

- 1977: Jonathan Rhys Meyers, irischer Schauspieler
- 1978: Laurent Gillander, luxemburgischer Hörfunkmoderator
- 1978: Tim Sander, deutscher Schauspieler
- 1978: Tanja Wenzel, deutsche Schauspielerin
- 1979: Jorge Arce, mexikanischer Boxer
- 1979: Sidney Govou, französischer Fußballspieler
- 1980: Allan Davis, australischer Radsportler
- 1981: Dan Jones, britischer Schriftsteller, Journalist und Historiker
- 1982: Tatjana Andrejewna Antoschina, russische Radrennfahrerin
- 1983: Ken Asaeda, deutsch-japanischer Fußballspieler
- 1983: Lorik Cana, albanischer Fußballspieler
- 1983: Goran Pandev, mazedonischer Fußballspieler
- 1984: Mariano Barbosa, argentinischer Fußballspieler

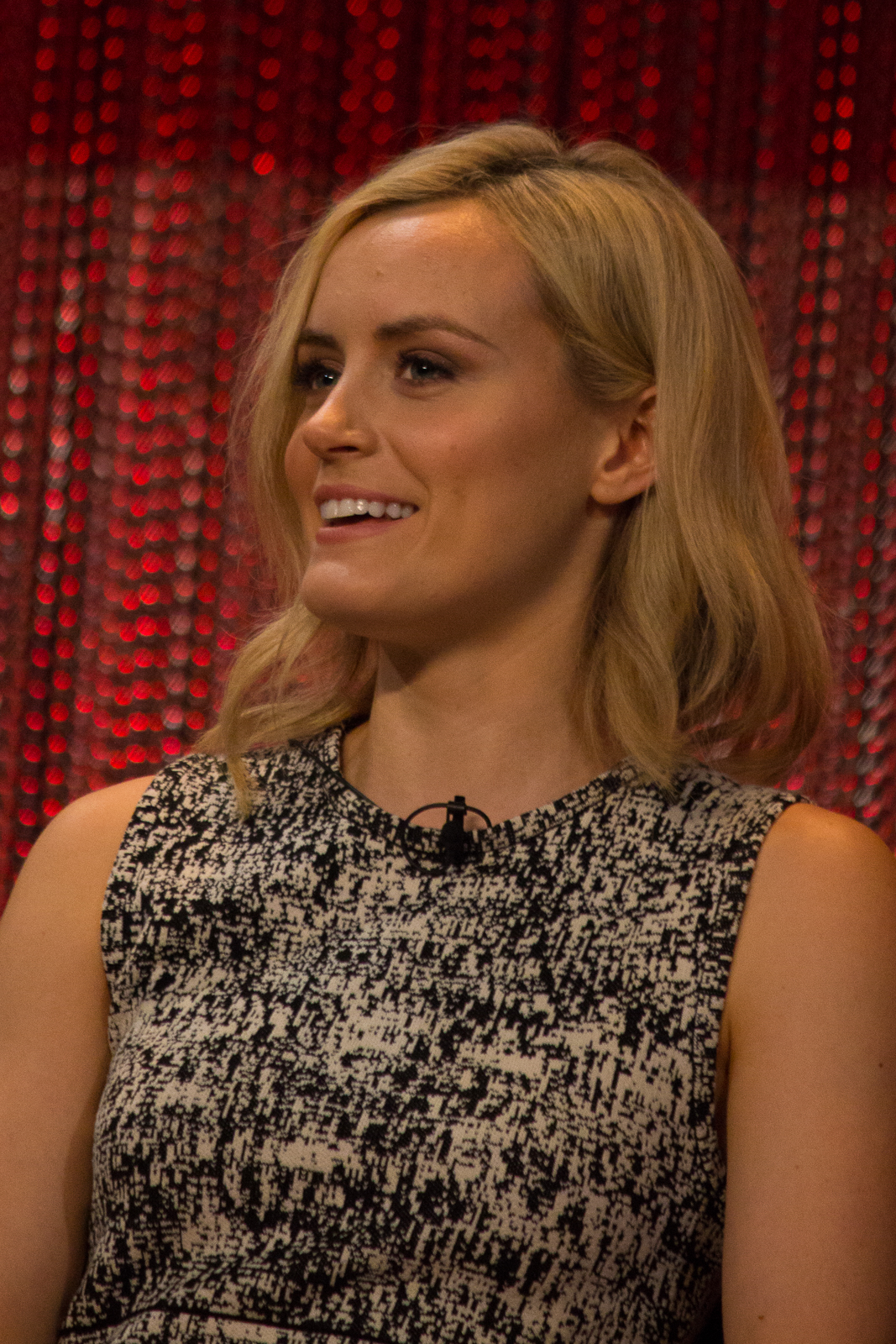
Taylor Schilling (* 1984)

- 1984: Taylor Schilling, US-amerikanische Schauspielerin
- 1984: Jim Williams, walisischer Dartspieler
- 1985: Husain Abdullah, US-amerikanischer American-Football-Spieler
- 1985: Lou Taylor Pucci, US-amerikanischer Schauspieler
- 1986: François Braud, französischer nordischer Kombinierer
- 1986: Missy May, österreichische Moderatorin, Sängerin und Schauspielerin
- 1987: Thomas Enevoldsen, dänischer Fußballspieler
- 1987: Marek Hamšík, slowakischer Fußballspieler
- 1987: Luise Wolfram, deutsche Schauspielerin
- 1988: Adam Biddle, australischer Fußballspieler
- 1988: Panny Nikas, australischer Fußballspieler
- 1989: Charlotte Arnold, kanadische Schauspielerin und Synchronsprecherin
- 1989: Yohann Auvitu, französischer Eishockeyspieler
- 1989: Lisa Urech, Schweizer Leichtathletin
- 1989: Daniel Wilken, deutscher Schauspieler

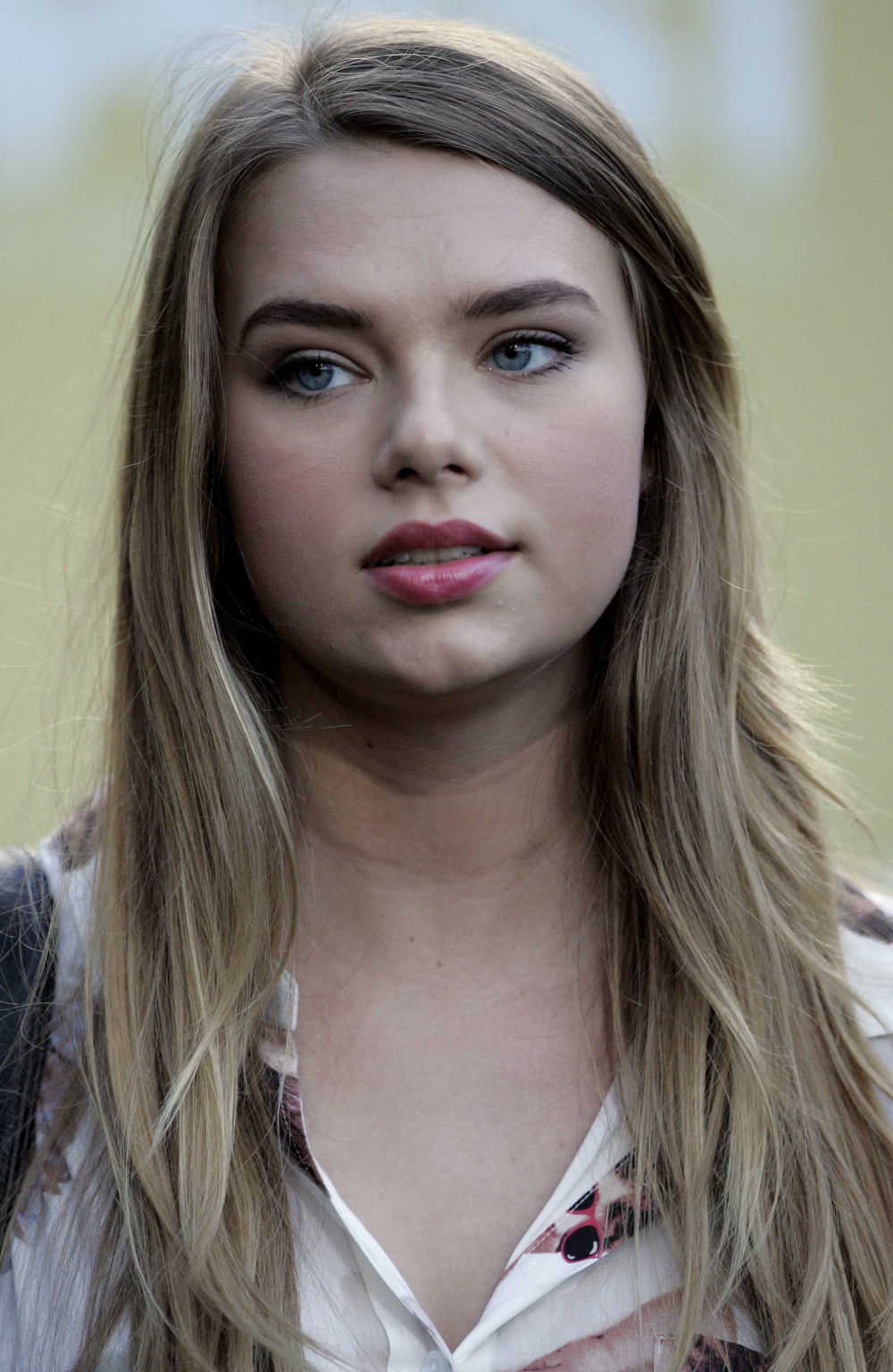
Indiana Evans (* 1990)

- 1990: Indiana Evans, australische Schauspielerin
- 1990: Abdel Lamanje, französischer Fußballspieler
- 1991: Klaus Bachler, österreichischer Automobilennfahrer
- 1991: Naps, französischer Rapper
- 1992: Ramón Arias, uruguayischer Fußballspieler
- 1992: Kelly Kjorlien, US-amerikanische Biathletin
- 1993: Shady Ahdy Iskandar, ägyptischer Fußballspieler
- 1993: Llewellyn Reichman, deutsche Schauspielerin
- 1994: Farina Flebbe, deutsche Schauspielerin
- 1994: Boyan Slat, niederländischer Erfinder
- 1996: Lisa Arnholdt, deutsche Volleyball- und Beachvolleyballspielerin
- 1998: Jay Clarke, britischer Tennisspieler
- 2000: Mária Remeňová, slowakische Biathletin
- 2000: Zuzana Remeňová, slowakische Biathletin

### 21. Jahrhundert
- 2004: Isak Andreas Langmo, norwegischer Skispringer

## Gestorben

### Vor dem 17. Jahrhundert
- 0305: Pantaleon, christlicher Märtyrer
- 0432: Coelestin I., Papst
- 0903: Abu l-Abbas Abdallah II., Emir der Aghlabiden
- 0916: Kliment von Ohrid, slawischer Gelehrter
- 0975: Ranulf, Graf von Périgord und Angoulême
- 1061: Nikolaus II., Papst
- 1088: Benno II., Bischof von Osnabrück

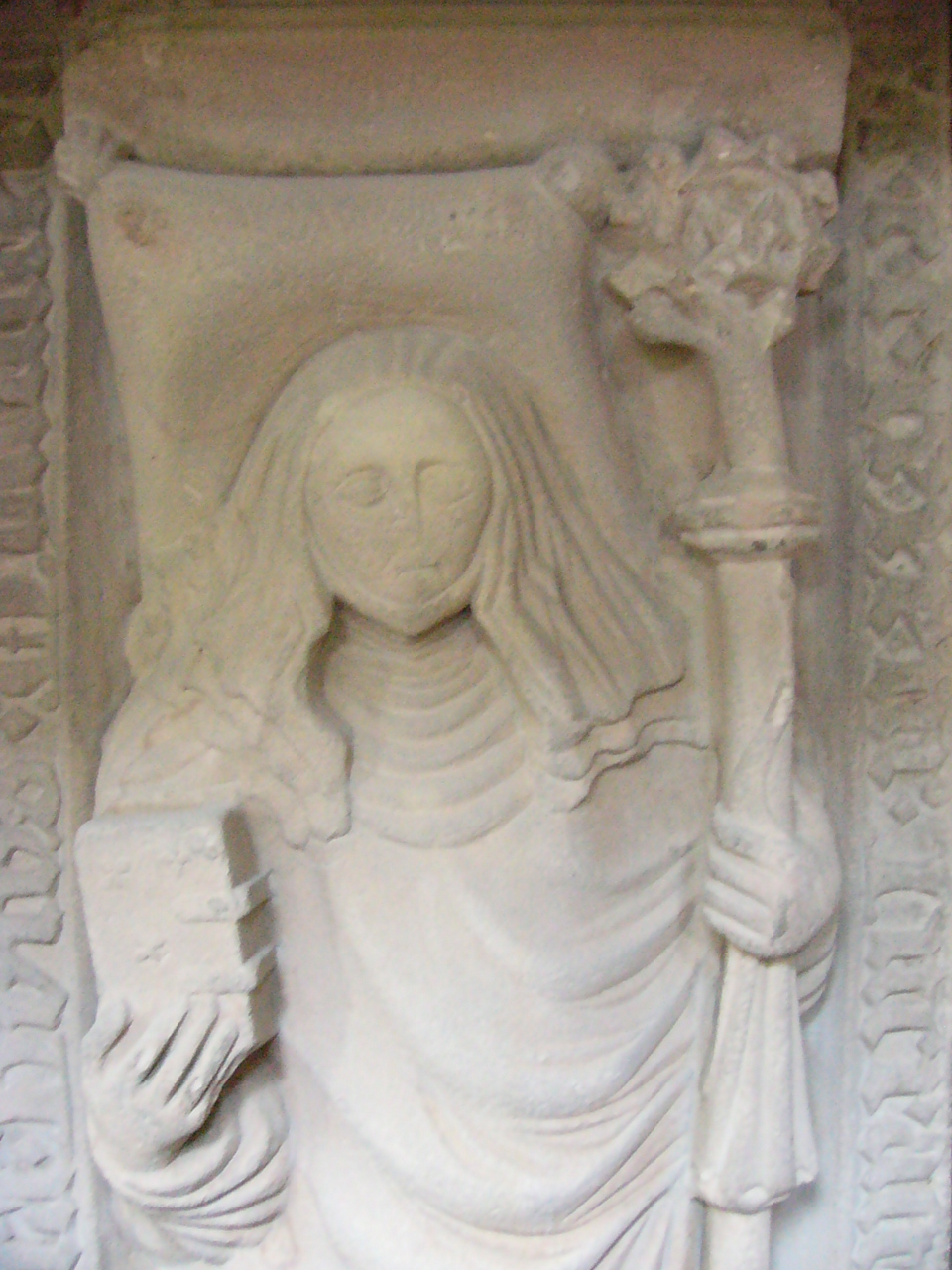
Anna von Nürnberg († 1383)

- 1094: Roger de Montgomerie, 1. Earl of Shrewsbury, normannischer Edelmann, Earl of Arundel und Shrewsbury
- 1100: Albert I. von Bogen, Graf von Bogen und Windberg
- 1101: Hugh d’Avranches, 1. Earl of Chester, Earl of Chester
- 1101: Konrad, König von Italien und des Heiligen Römischen Reiches
- 1142: Berthold von Garsten, erster Abt des Benediktinerstiftes Garsten
- 1144: Salome von Berg, Tochter von Heinrich Graf zu Berg und zweite Ehefrau von Boleslaw III.
- 1145: Christian de l’Aumône, Heiliger
- 1191: Rotrou IV., Graf von Le Perche und Kreuzritter
- 1214: Étienne de Longchamps, französischer Ritter und Burgherr
- 1219: Jean de Béthune, Bischof von Cambrai
- 1271: Maredudd ap Rhys, Fürst von Deheubarth
- 1276: Jakob I., König von Aragón
- 1313: Bernhard von Prambach, Bischof von Passau
- 1316: Theobald de Verdon, 2. Baron Verdon, englischer Adeliger
- 1342: Heinrich von Leis, Bischof von Lavant
- 1365: Rudolf IV., Herzog von Österreich
- 1375: Benesch von Weitmühl, tschechischer Hofchronist und Kanoniker des Prager Domkapitels
- 1377: Friedrich III., König von Sizilien
- 1383: Anna von Nürnberg, Äbtissin des Klosters Himmelkron
- 1396: Manfioli Lampugnano, Erzbischof von Ragusa, Messina, Krakau und Plock
- 1465: Margarete von Brandenburg, Herzogin zu Mecklenburg und Herzogin von Bayern-Ingolstadt
- 1469: William Herbert, 1. Earl of Pembroke, walisischer Soldat und Staatsmann
- 1473: Nikolaus I., Herzog von Lothringen, Bar und Kalabrien
- 1503: Johann XX. von Dalberg, Bischof von Worms und Kanzler der Universität Heidelberg
- 1510: Giovanni Sforza, Herr von Pesaro
- 1519: Zanobi Acciaioli, italienischer Dominikaner
- 1522: Anna von Isenburg, Ehefrau des Grafen Philipp II. von Hanau-Lichtenberg
- 1544: Moritz Buchner, Leipziger Großkaufmann
- 1552: Hieronymus von Efferen, deutscher Adliger
- 1560: Jaroslav von Pernstein, böhmisch-mährischer Adliger
- 1585: Ichijō Kanesada, japanischer Adeliger
- 1589: Dirck Jansz Graeff, Amsterdamer Großhändler, Reeder und Bürgermeister
- 1599: Antonio Riccoboni, italienischer Humanist

### 17. und 18. Jahrhundert
- 1617: Kaspar Füger, deutscher Komponist und Kreuzkantor
- 1626: Ludwig V., Landgraf von Hessen-Darmstadt
- 1631: Gebhard Johann I. von Alvensleben, deutscher Gutsherr, Astronom und Astrologe

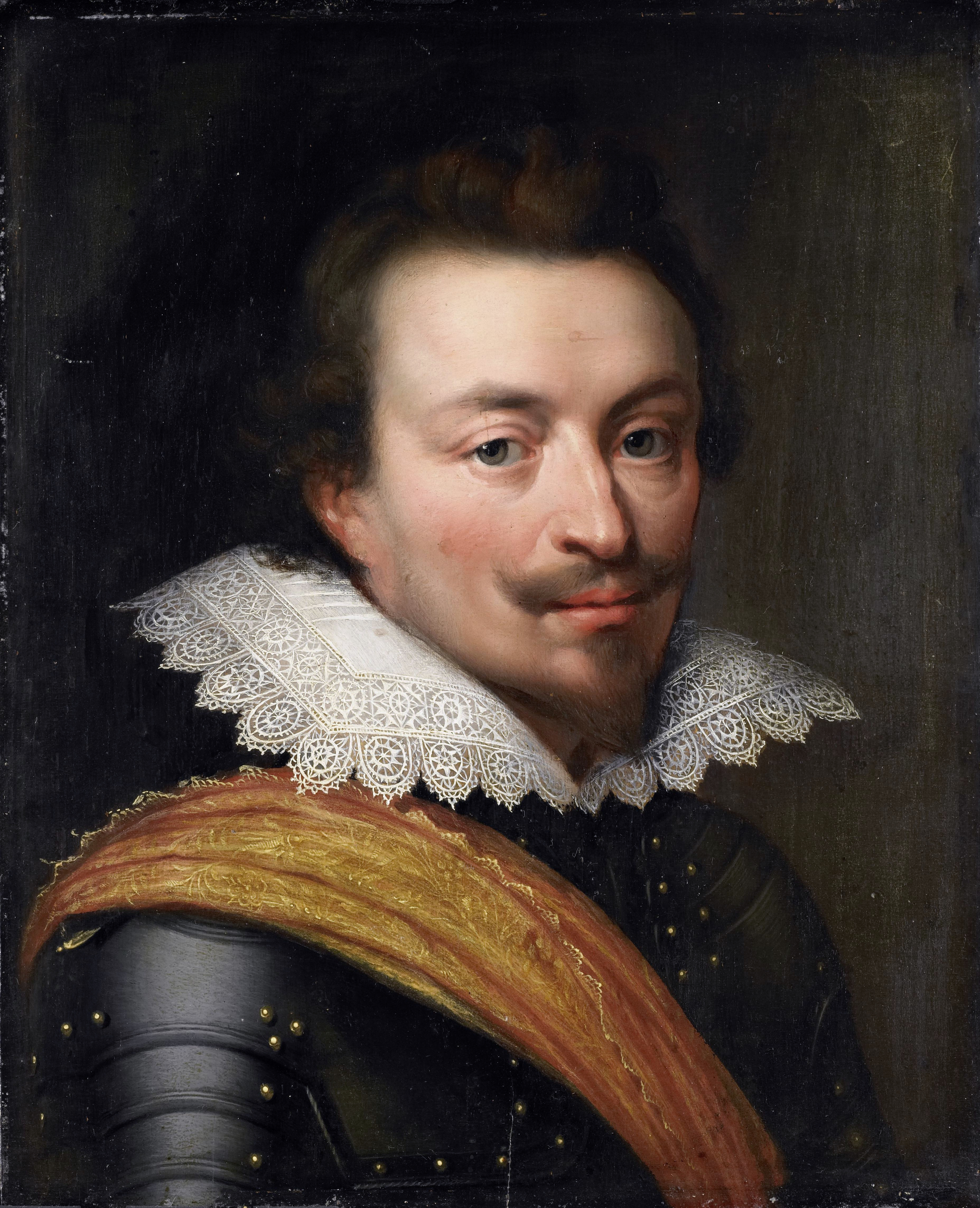
Johann VIII. († 1638)

- 1638: Johann VIII., Graf von Nassau-Siegen
- 1639: Johann Kampferbeke, Lübecker Bürgermeister
- 1649: Kinoshita Chōshōshi, japanischer Dichter
- 1656: Salomo Glassius, deutscher lutherischer Theologe
- 1660: Gerhard Coccejus, Bremer Ratsherr und Professor der Rechte
- 1660: Giovanni Battista Vanni, italienischer Maler und Radierer
- 1665: Francesco Cairo, italienischer Maler
- 1666: Georg Lilien, deutscher lutherischer Theologe
- 1675: Henri de La Tour d’Auvergne, vicomte de Turenne, Vicomte de Turenne, französischer Heerführer und Marschall von Frankreich
- 1676: Jesse Wharton, englischer Kolonialgouverneur von Maryland
- 1679: Cornelis van der Lijn, Generalgouverneur von Niederländisch-Ostindien
- 1689: John Graham, 1. Viscount of Dundee, schottischer Adliger
- 1718: Johann Schorn, Salzburger Lauten- und Geigenbauer
- 1720: Johann Samuel Welter, deutscher Komponist
- 1751: Lucas von Spreckelsen, deutscher Jurist, Ratsherr und Bürgermeister von Hamburg

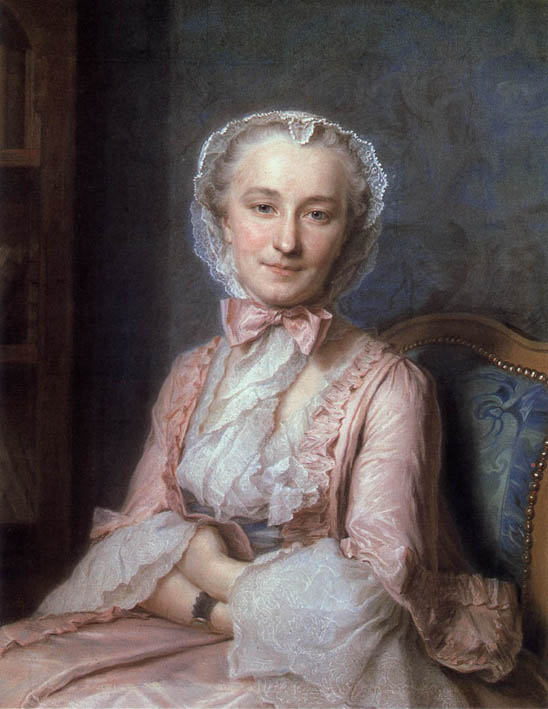
Marie Sallé († 1756)

- 1756: Marie Sallé, französische Tänzerin
- 1759: Pierre Louis Moreau de Maupertuis, französischer Mathematiker, Physiker und Philosoph
- 1762: Edme Bouchardon, französischer Bildhauer und Architekt
- 1767: Johann Georg von Lestwitz, preußischer Offizier
- 1770: Robert Dinwiddie, britischer Kolonialbeamter
- 1774: Samuel Gottlieb Gmelin, deutsch-russischer Naturwissenschaftler
- 1777: William Hayes, englischer Organist und Komponist
- 1783: Johann Philipp Kirnberger, deutscher Musiktheoretiker und Komponist
- 1791: Friedrich Wilhelm Richter, deutscher Geistlicher und Pädagoge
- 1798: Ernestine Christine Reiske, deutsche Autorin und Privatgelehrte

### 19. Jahrhundert

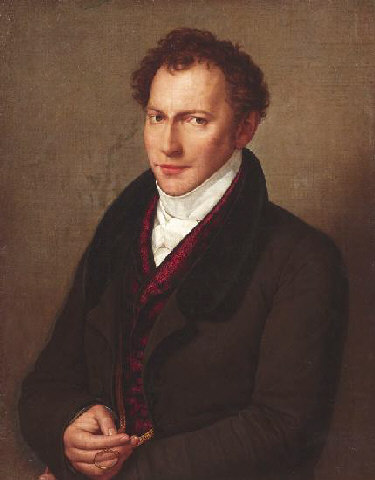
Jakob Ludwig Salomon Bartholdy († 1825)

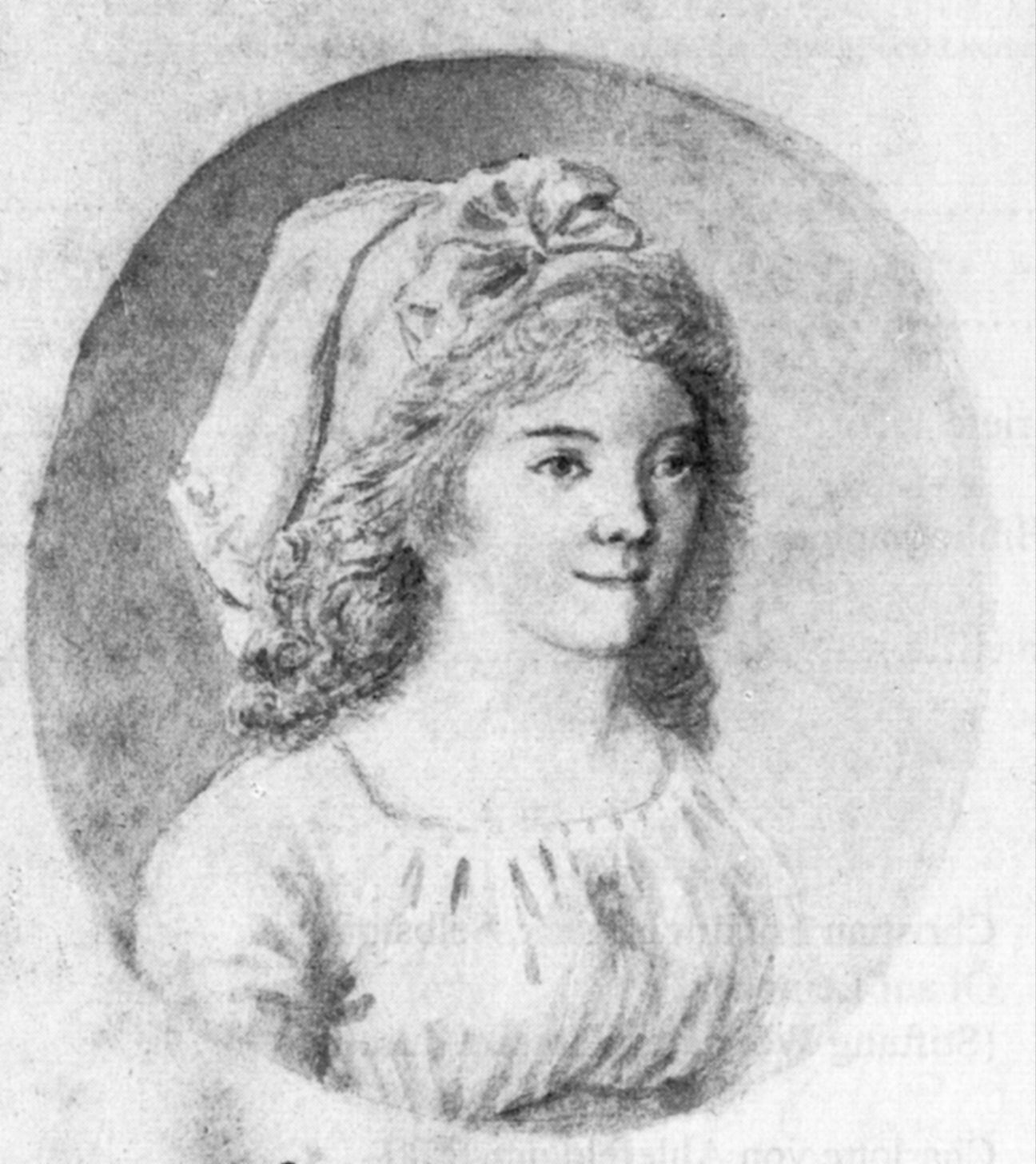
Charlotte von Ahlefeld († 1849)

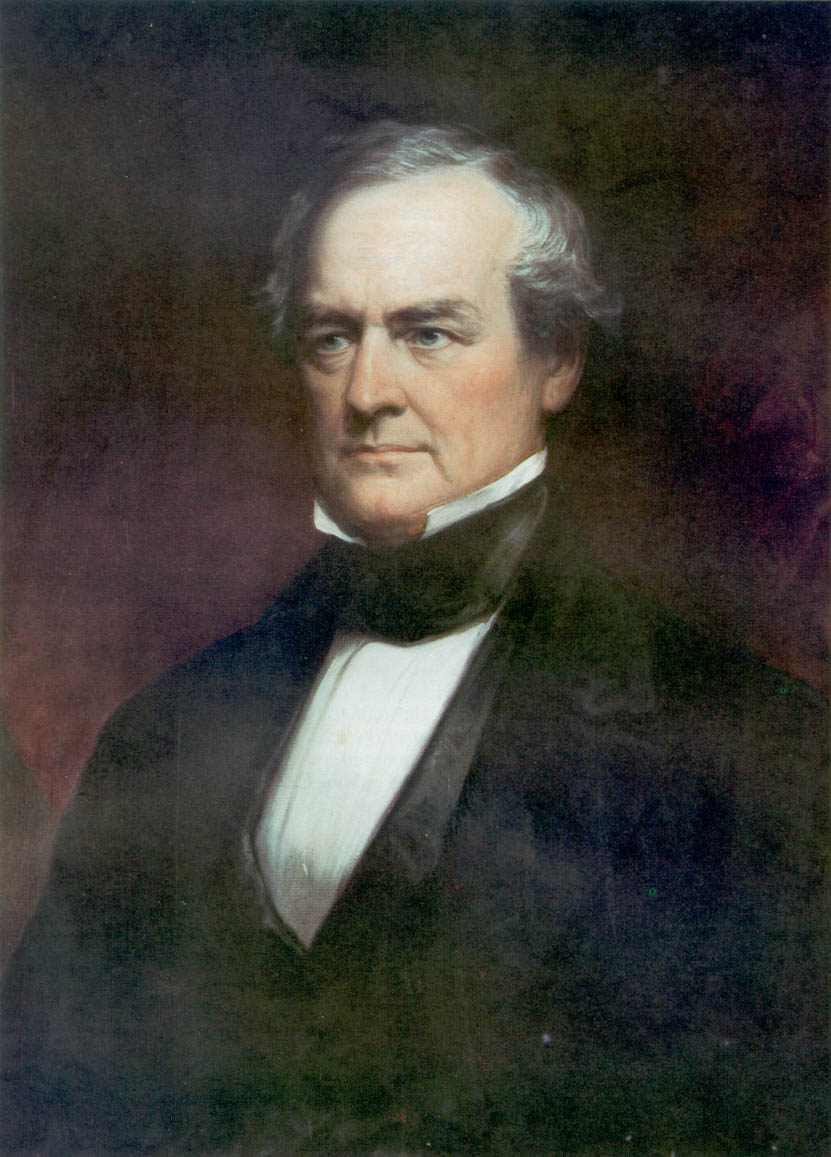
George Walker Crawford († 1872)

- 1801: Maximilian Franz von Österreich, Erzherzog von Österreich und Erzbischof von Köln
- 1803: Uno von Troil, schwedischer lutherischer Theologe und Erzbischof von Uppsala
- 1805: Johann Friedrich Wilhelm von Charpentier, deutscher Geologe
- 1810: Philipp von Hertling, deutscher Jurist
- 1816: Olof Tempelman, schwedischer Architekt
- 1823: Mathias von Flurl, bayerischer Mineralogie und Geologie
- 1825: Jakob Ludwig Salomon Bartholdy, preußischer Diplomat
- 1828: Radama I., Herrscher des Königreichs Madagaskar
- 1833: William Bainbridge, US-amerikanischer Kommodore der US-Navy
- 1841: Michail Jurjewitsch Lermontow, russischer Dichter
- 1844: John Dalton, englischer Naturforscher und Lehrer
- 1844: René Charles Guilbert de Pixérécourt, französischer Theaterautor
- 1847: Adam von Württemberg, Prinz von Württemberg und Offizier
- 1849: Charlotte von Ahlefeld, deutsche Schriftstellerin
- 1852: Johann Andreas Schmeller, Germanist und bayerischer Sprachforscher
- 1853: Tokugawa Ieyoshi, 12. Shōgun der Edo-Zeit in Japan
- 1863: William Lowndes Yancey, US-amerikanischer Politiker
- 1872: George Walker Crawford, US-amerikanischer Politiker
- 1873: Fjodor Iwanowitsch Tjuttschew, russischer Dichter
- 1874: Anselm Salomon von Rothschild, österreichischer Bankier
- 1875: Connop Thirlwall, britischer Geistlicher und Schriftsteller
- 1877: François Blanc, französischer Mathematiker und Finanzier
- 1879: Friedrich Carl Dilchert, deutscher Kaufmann und Bürgermeister von Bayreuth
- 1881: Johann Christian Lobe, deutscher Komponist und Musiktheoretiker
- 1882: Johannes Jacobus van Oosterzee, niederländischer reformierter Theologe
- 1883: Montgomery Blair, US-amerikanischer Politiker, Bundesstaatsanwalt und Minister
- 1883: Franz Doppler, ungarischer Komponist
- 1892: Robert Lowe, 1. Viscount Sherbrook, britischer Politiker
- 1893ː Anne Pratt, britische Botanik- und Ornithologieillustratorin
- 1897: Bernhard Kothe, deutscher Komponist, Kirchenmusiker, Musikhistoriker und -pädagoge
- 1899: Tassilo von Heydebrand und der Lasa, deutscher Schachmeister
- 1900: Adolf Foglár, österreichischer Jurist und Schriftsteller

### 20. Jahrhundert

#### 1901–1950
- 1901: Antonio María Cascajares y Azara, spanischer Geistlicher, Erzbischof von Valladolid
- 1902: Hermann Sprecher von Bernegg, Schweizer Jurist und Politiker
- 1915: Johann Adam Krygell, dänischer Komponist und Organist

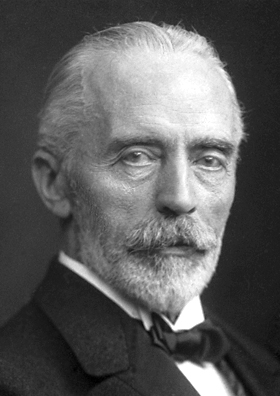
Theodor Kocher († 1917)

- 1917: Theodor Kocher, Schweizer Chirurg und Nobelpreisträger
- 1918: Gustav Kobbé, US-amerikanischer Kunst- und Musikkritiker
- 1919: Charles Conrad Abbott, US-amerikanischer Archäologe und Naturforscher
- 1919: Matwij Hryhorjew, kaiserlich-russischer Offizier und Führer einer anarchistischen Bauernarmee in der Ukraine
- 1923: Nicolò Marini, italienischer Geistlicher, Kurienkardinal
- 1924: Ferruccio Busoni, italienischer Pianist, Komponist, Dirigent und Musiklehrer
- 1926: Otto Gussmann, deutscher Maler, Professor der Ornamentik und der architekturbezogenen Malerei und Designer
- 1928: Karl Armbrust, deutscher Maler
- 1930: Alfred Friedrich Bluntschli, Schweizer Architekt
- 1931: Auguste Forel, Schweizer Psychiater und Entomologe
- 1931: Jacques Herbrand, französischer Logiker
- 1931: Lennart Arvid Lundberg, schwedischer Pianist, Komponist und Musikpädagoge
- 1931: Alfredo Peri-Morosini, Schweizer katholischer Bischof
- 1932: Alexandre-M. Clerk, kanadischer Komponist und Dirigent

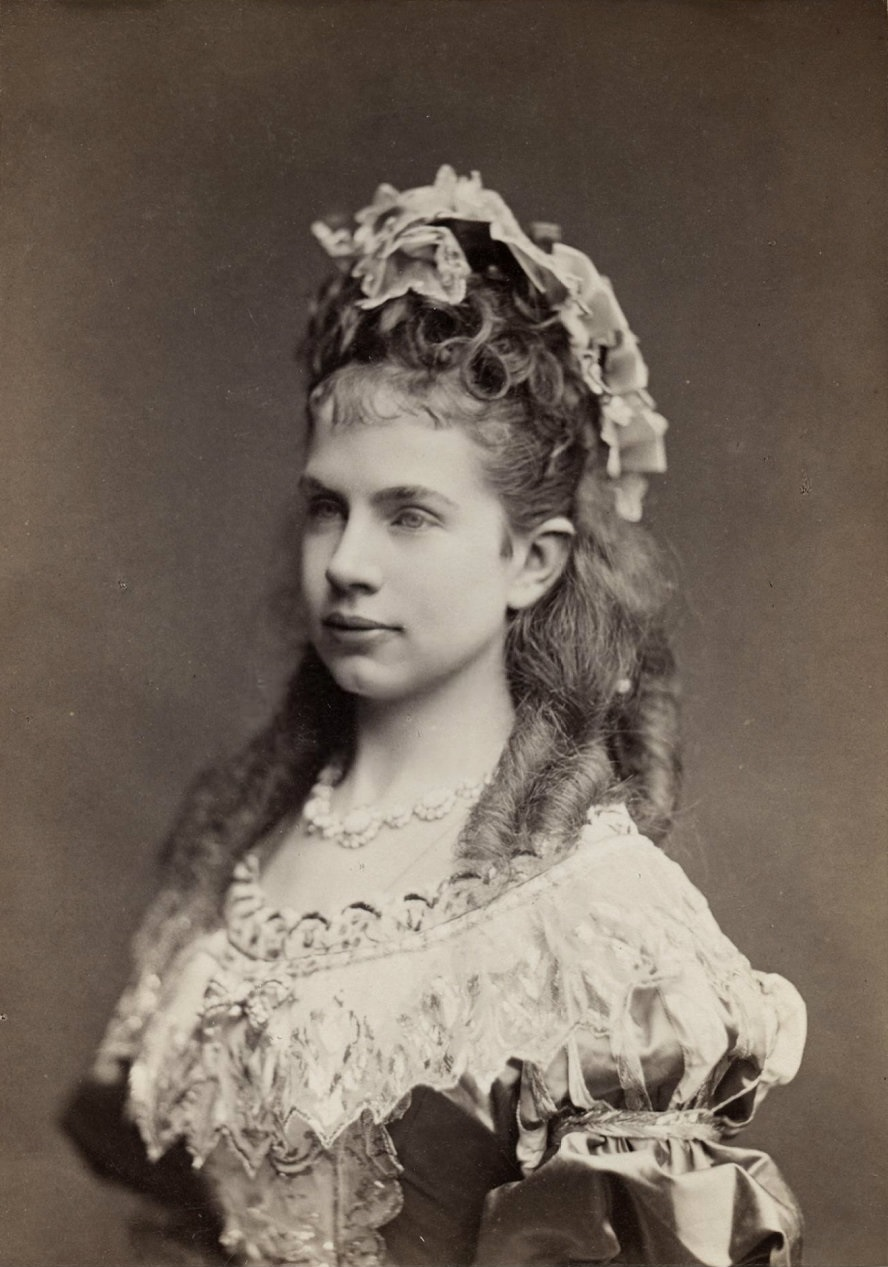
Gisela von Österreich († 1932)

- 1932: Gisela von Österreich, Tochter Kaiser Franz Josephs
- 1934: Hubert Lyautey, französischer Marschall
- 1939: Hartley Burr Alexander, US-amerikanischer Philosoph, Schriftsteller und Ethnologe
- 1939: José Martínez, argentinischer Musiker und Bandleader
- 1942: Ludwig Ahlmann, deutscher Bankier und Politiker
- 1942ː Clara Michelson, Romanautorin, Opfer der Shoah
- 1946: Gertrude Stein, US-amerikanische Schriftstellerin
- 1947: Walter Achleitner, österreichischer Geiger und Komponist
- 1947: Willi Arlt, deutscher Fußballspieler
- 1948: Woolf Barnato, britischer Finanzier, Automobilrennfahrer und Cricketspieler

#### 1951–2000
- 1951: Grace Andrews, US-amerikanische Mathematikerin
- 1953: Edith Austin, britische Tennisspielerin
- 1953: Siegfried Schopflocher, kanadischer Bahai
- 1954: Diran Alexanian, armenischer Cellist, Komponist und Musikpädagoge
- 1954: Rainer Maria Gerhardt, deutscher Schriftsteller, Verleger und Übersetzer
- 1954: Alexander Gawrilowitsch Gurwitsch, russischer Mediziner und Biologe
- 1954: Johann Baptist Hofmann, deutscher Altphilologe
- 1956: Otto Ziegler, deutscher Politiker, MdB
- 1957: Vivienne von Wattenwyl, schweizerisch-britische Reiseschriftstellerin
- 1958: Claire Lee Chennault, US-amerikanischer Pilot
- 1959: Aleksandar Zankow, bulgarischer Politiker

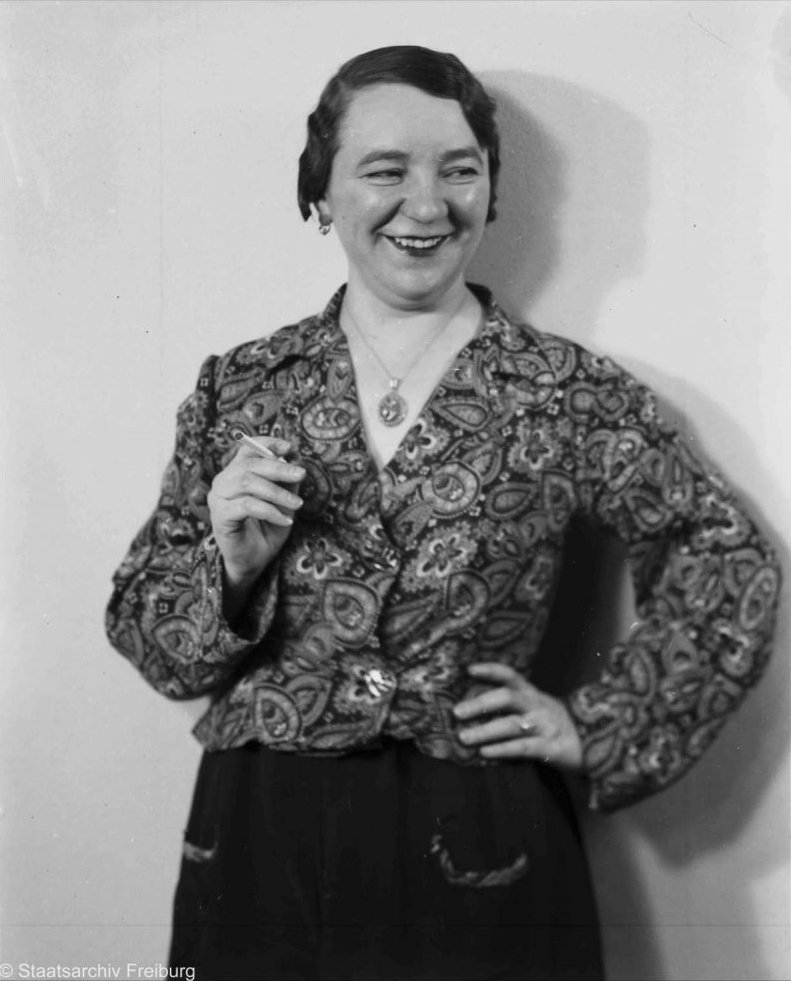
Liesl Karstadt († 1960)

- 1960: Liesl Karlstadt, bayerische Soubrette, Schauspielerin und Kabarettistin
- 1961: Anni Krahnstöver, deutsche Politikerin, MdB
- 1962: Josef Hegenbarth, deutscher Maler und Illustrator
- 1962: Richard Herrmann, deutscher Fußballspieler
- 1962: James Howard Kindelberger, US-amerikanischer Manager in der Flugzeugindustrie
- 1962: František Korte, tschechischer Komponist
- 1963: Dorian Le Gallienne, australischer Komponist
- 1963: Hans Rubenbauer, deutscher Altphilologe
- 1967: Paul Rassinier, französischer Politiker, Pazifist und Historiker, Geschichtsrevisionist und Holocaustleugner
- 1967: Hans Schomburgk, deutscher Afrikaforscher und Pionier des Tierfilms
- 1968: Lilian Harvey, deutsche Schauspielerin und Sängerin
- 1969: Moisés Solana, mexikanischer Automobilrennfahrer
- 1970: Albert de Jong, niederländischer Autor und Anarchosyndikalist

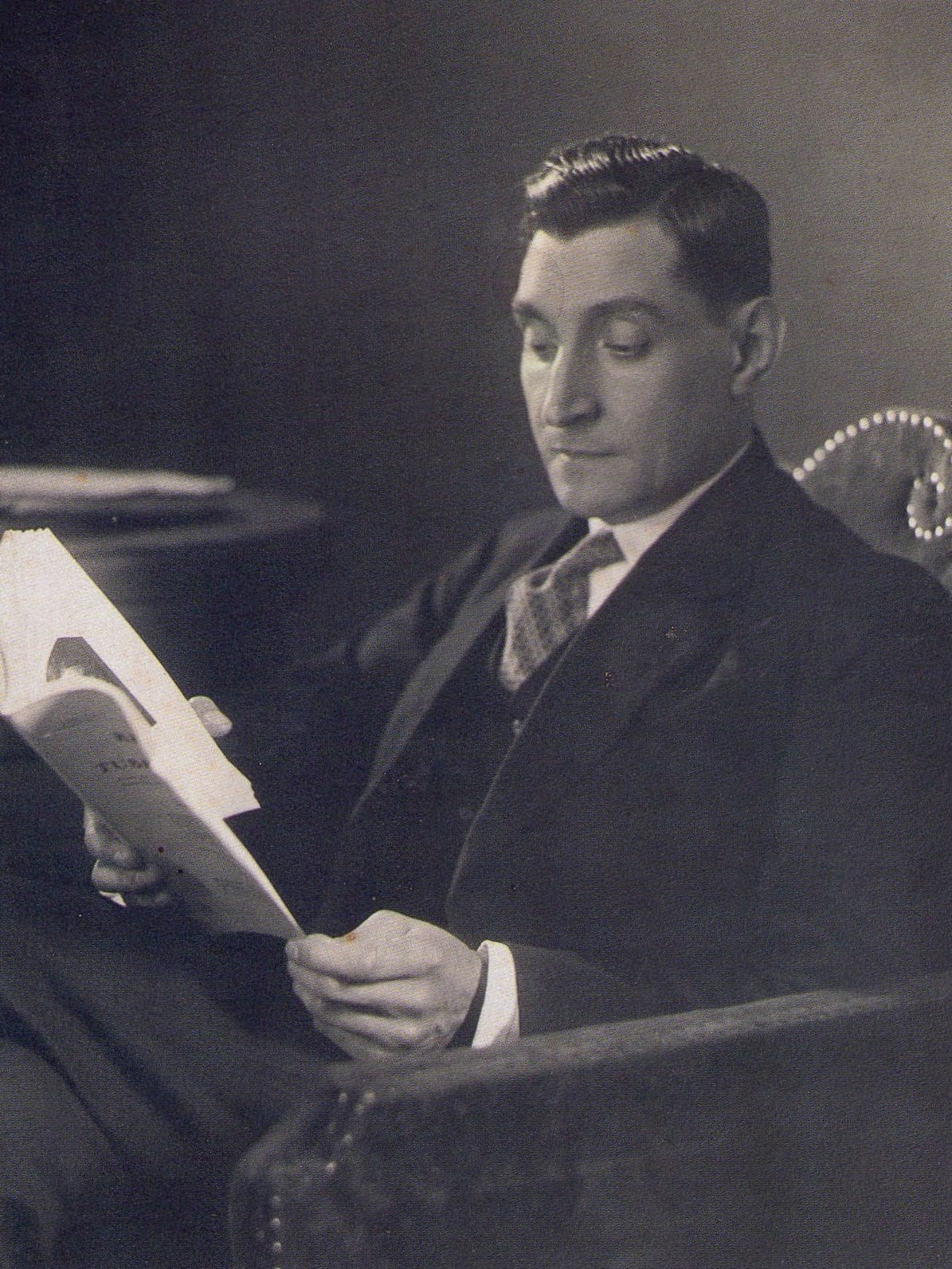
António de Oliveira Salazar († 1970)

- 1970: António de Oliveira Salazar, portugiesischer Politiker, Ministerpräsident, Präsident, Diktator (Estado Novo)
- 1971: Charlie Tully, nordirischer Fußballspieler
- 1972: Richard Nikolaus Coudenhove-Kalergi, deutscher Politiker, Gründer der Paneuropa-Union
- 1977: Milt Buckner, US-amerikanischer Jazzpianist und Organist des Swing
- 1977: Hal Holmes, US-amerikanischer Politiker
- 1978: Willem van Otterloo, niederländischer Dirigent, Cellist und Komponist
- 1979: Cornelis J. Bute, niederländischer Organist, Carilloneur und Komponist
- 1979: Ottmar Kohler, deutscher Arzt und Romanfigur
- 1980: Barney Bigard, US-amerikanischer Jazz-Klarinettist

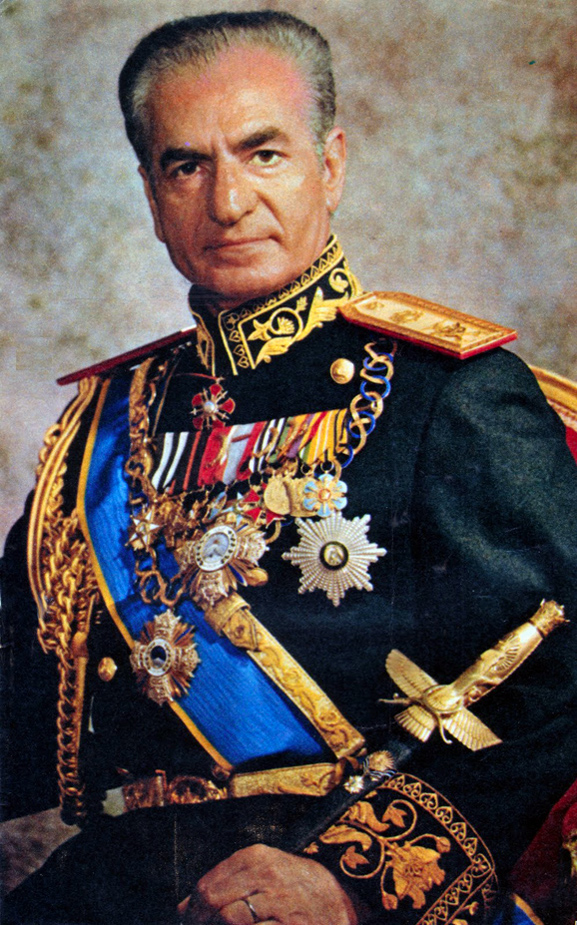
Mohammad Reza Pahlavi († 1980)

- 1980: Mohammad Reza Pahlavi, letzter Schah von Persien
- 1981: Katharina Boll-Dornberger, österreichisch-deutsche Physikerin und Kristallografin
- 1981: William Wyler, US-amerikanischer Regisseur
- 1982: Morris Pejoe, US-amerikanischer Blues-Gitarrist und Bandleader

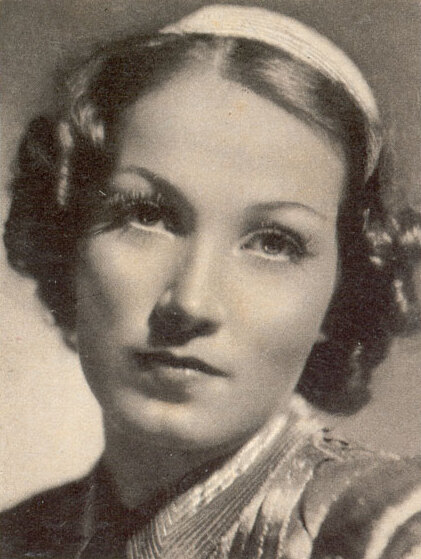
Brigitte Horney († 1988)

- 1982: Wladimir Wiktorowitsch Smirnow, sowjetischer Fechter
- 1984: James Mason, englischer Filmschauspieler
- 1985: Michel Audiard, französischer Drehbuchautor und Regisseur
- 1986: Harro Tiedgen, deutscher Brigadegeneral des Heeres der Bundeswehr
- 1986: Friedrich Wilckens, österreichischer Komponist und Pianist
- 1988: Mathilde Danegger, deutsche Schauspielerin
- 1988: Brigitte Horney, deutsche Schauspielerin
- 1989: Dolf Sternberger, deutscher Politikwissenschaftler und Journalist
- 1990: Ernest Archer, britischer Artdirector und Szenenbildner
- 1991: Gino Colaussi, italienischer Fußballspieler, Weltmeister
- 1994: Kevin Carter, südafrikanischer Fotojournalist
- 1994ː Eva Schindler-Rainman, US-amerikanische Sozialpädagogin
- 1994: Lore Neugebauer, deutsche Politikerin
- 1995: Miklós Rózsa, ungarisch-amerikanischer Komponist
- 1996: Jane Drew, englische Architektin und Stadtplanerin,  Dame Commander of the Order of the British Empire
- 1996: Elwin Ira „Al“ Rollins, kanadischer Eishockeytorwart und -trainer
- 1997: Gerhard Baumgärtel, deutscher Politiker, Oberbürgermeister von Weimar, Minister in der DDR
- 1998: Zlatko Čajkovski, jugoslawischer Fußballtrainer
- 2000: Asep Wildan, indonesischer Vulkanologe und Geologe

### 21. Jahrhundert

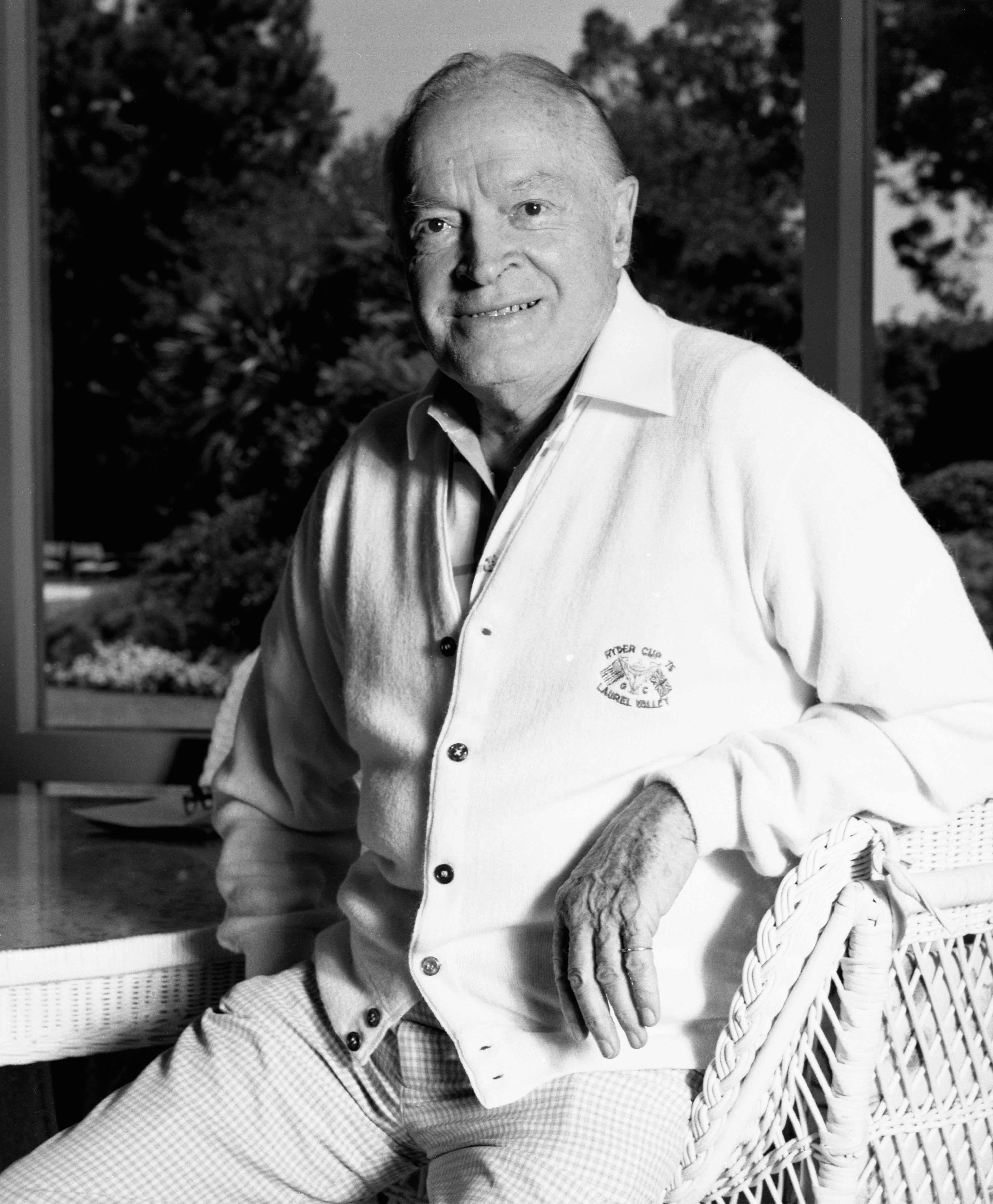
Bob Hope († 2003)

- 2003: Bob Hope, US-amerikanischer Komiker, Schauspieler und Entertainer
- 2004: Joseph Wang Dian Duo, katholischer Priester
- 2004: Joseph Rovan, deutsch-französischer Historiker
- 2005: Dom Um Romão, brasilianischer Schlagzeuger und Perkussionist
- 2005: Marten Toonder, niederländischer Comiczeichner
- 2006: Jörg Schomburg, deutscher Betriebswirtschaftler
- 2006: Elisabeth Volkmann, deutsche Schauspielerin, Entertainerin, Komikerin und Synchronsprecherin
- 2007: Gerhard Aßfahl, deutscher Pädagoge und Heimatforscher
- 2007: Leo Grills, australischer Schauspieler
- 2008: Youssef Chahine, ägyptischer Filmregisseur
- 2008: Horst Stein, deutscher Dirigent
- 2009: Peter Horst Neumann, deutscher Lyriker, Essayist und Literaturwissenschaftler
- 2009: George Russell, US-amerikanischer Jazz-Musiker, Komponist und Musiktheoretiker
- 2010: Andreas Abouna, irakischer Weihbischof
- 2010: Karl Elsener, Schweizer Fussballtorhüter
- 2010: Wolfgang Teuchert, deutscher Kunsthistoriker und Denkmalpfleger
- 2011: Ágota Kristóf, ungarisch-schweizerische Schriftstellerin

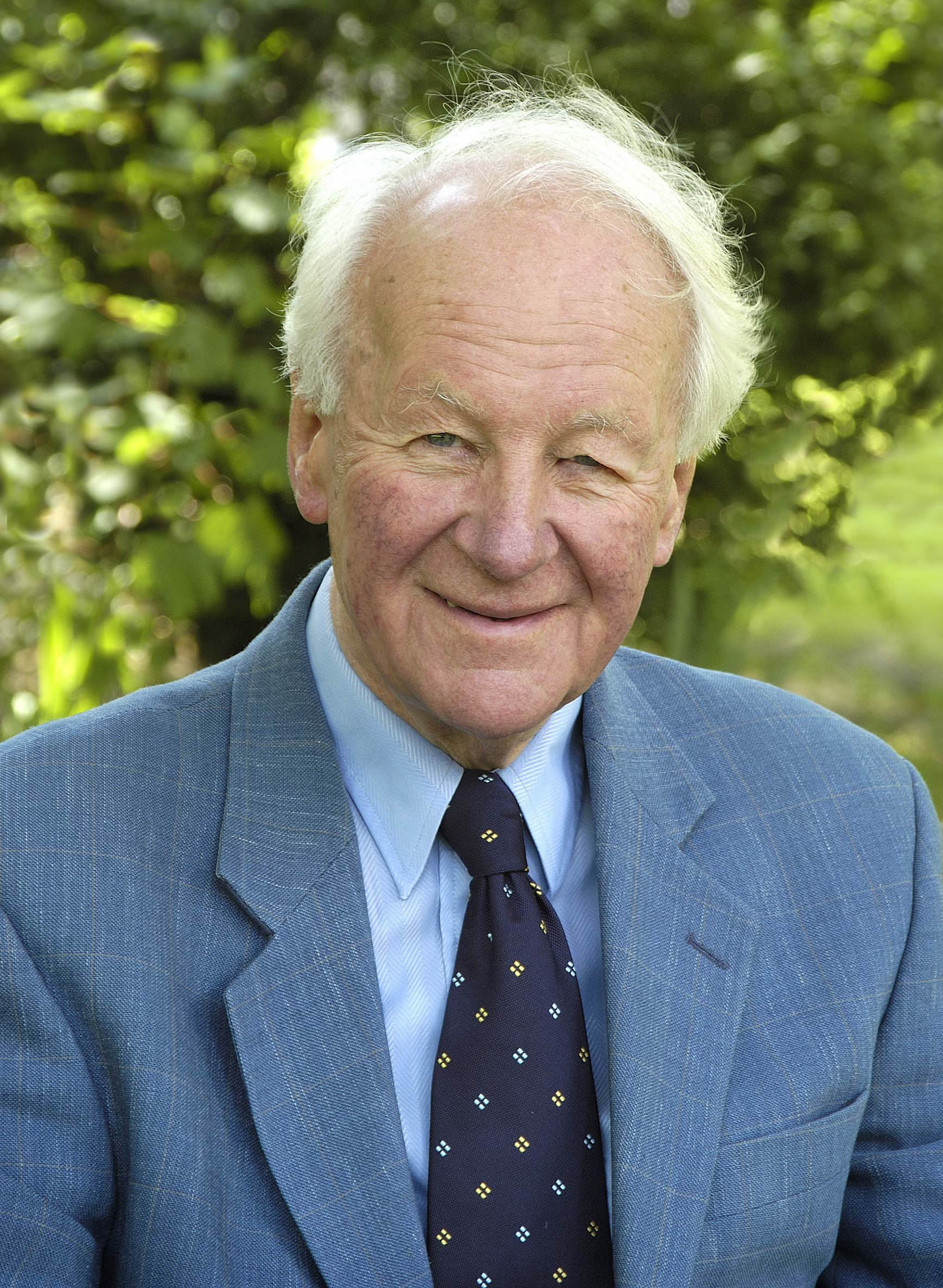
John Stott († 2011)

- 2011: John Stott, britischer Theologe
- 2012: R. G. Armstrong, US-amerikanischer Schauspieler
- 2012: Carl-Ludwig Wagner, deutscher Politiker, Ministerpräsident
- 2013: Lindy Boggs, US-amerikanische Politikerin
- 2013ː Juanita Carberry, kenianische Schriftstellerin
- 2013: Mick Farren, britischer Sänger und Journalist
- 2014: Diouldé Laya, nigrischer Soziologe
- 2014: Francesco Marchisano, italienischer Kardinal
- 2015: A. P. J. Abdul Kalam, indischer Politiker, Staatspräsident
- 2015: Samuel Pisar, US-amerikanischer Rechtsanwalt, Autor und Holocaustüberlebender
- 2016: Hanns Abele, österreichischer Wirtschaftswissenschaftler
- 2016: Gertraude Nath-Krüger, deutsche Malerin und Grafikerin
- 2016: Susan „Sue“ Gibson, britische Kamerafrau
- 2016: Einojuhani Rautavaara, finnischer Komponist
- 2017: Manfred Rummel, deutscher Fußballspieler und -trainer
- 2017: Sam Shepard, US-amerikanischer Dramatiker und Schauspieler
- 2018: Herbert Keßler, österreichischer Jurist und Politiker
- 2018: Wladimir Nikolajewitsch Woinowitsch, sowjetischer bzw. russischer Schriftsteller und Satiriker
- 2019: Johann Kresnik, österreichischer Tänzer, Choreograf und Theaterregisseur
- 2019: John Robert Schrieffer, US-amerikanischer Physiker und Nobelpreisträger
- 2020: Owen Arthur, barbadischer Politiker
- 2020: Anton Drioli, österreichisch-italienischer Grafiker und Maler
- 2021: Dusty Hill, US-amerikanischer Rockmusiker (ZZ Top)
- 2021: Einar Bruno Larsen, norwegischer Fußball- und Eishockey- und Handballspieler
- 2021: Jean-François Stévenin, französischer Schauspieler und Filmregisseur
- 2023: Stevie B-Zet, deutscher Produzent in der elektronischen Musikszene
- 2024: Wolfgang Rihm, deutscher Komponist, Musikwissenschaftler und Essayist
- 2025: Horst Mahler, deutscher Rechtsanwalt, Linksterrorist und späterer Neonazi und Holocaustleugner

## Feier- und Gedenktage
- Kirchliche Gedenktage
  - Angelus Merula, niederländischer Priester und Märtyrer (evangelisch)
  - Gustav Knak, deutscher Pfarrer, Erweckungsprediger und Liederdichter (evangelisch)
- Namenstage
  - Berthold, Christian, Natalie, Pantaleon, Rudolf

Weitere Einträge enthält die Liste von Gedenk- und Aktionstagen.